# Rosja na Letnich Igrzyskach Olimpijskich 2012
Rosja na Letnich Igrzyskach Olimpijskich 2012 była reprezentowana we wszystkich dyscyplinach sportu, oprócz piłki nożnej i hokeja na trawie. W skład reprezentacji Rosji weszło 436 sportowców (208 mężczyzn i 228 kobiet).
Na początku lipca 2012 roku minister sportu Rosji Witalij Mutko ogłosił kwoty premii za zdobyte medale. Za złoty medal rosyjski sportowiec otrzymał 4 mln rubli, za srebrny – 2,5 mln rubli, a za brązowy – 1,7 mln rubli. Takie same premie otrzymali sportowcy, którzy zdobyli medale na Zimowych Igrzyskach Olimpijskich 2010 w Vancouver.
Po raz pierwszy w historii rosyjskiego sportu chorążym reprezentacji została kobieta – 25-letnia tenisistka Marija Szarapowa, dla której był to debiut na igrzyskach olimpijskich. Na ceremonii zamknięcia flagę Rosji niosła mistrzyni w pływaniu synchronicznym Anastasija Dawydowa.
W skład reprezentacji Rosji weszli wielokrotni mistrzowie olimpijscy: 4-krotna mistrzyni w pływaniu synchronicznym Anastasija Dawydowa oraz 2-krotni mistrzowie: skoczkini o tyczce Jelena Isinbajewa, pływaczki synchroniczne Marija Gromowa i Elwira Chasianowa, pięcioboista Andriej Mojsiejew i szpadzistka Tatjana Łogunowa.
Na igrzyskach w Londynie reprezentacja Rosji po raz pierwszy w swojej historii zdobyła złoto w dżudo: już pierwszego dnia w kategorii do 60 kg zwyciężył Arsen Gałstian. W pierwszych 8 dniach rywalizacji Rosjanie zdobywali tylko złote medale w judo, zwyciężając 3 razy. Dopiero 9. dnia wywalczyli złoto w zapasach w stylu klasycznym. Przedostatniego dnia igrzysk sportowcy rosyjscy ustanowili rekord XXX Igrzysk Olimpijskich w Londynie, zdobywając jednego dnia 15 medali, w tym aż 6 złotych.
Dzięki dyskwalifikacji chińskich i koreańskich badmintonistek w grze podwójnej pań, po raz pierwszy w historii rosyjskiego badmintona para Nina Wisłowa – Walerija Sorokina zdobyła brązowy medal.
Siatkarze po raz pierwszy od 1980 roku (reprezentacja ZSRR) wywalczyli złoty medal. Było to drugie w historii zwycięstwo reprezentacji Rosji w grach zespołowych, po zwycięstwie piłkarzy ręcznych w 2000 roku w Sydney. Po raz pierwszy Rosjanie zdobyli medal w koszykówce, zdobywając brąz.
W gimnastyce sportowej Alija Mustafina, zwyciężając na poręczach, zdobyła dla Rosji pierwsze od 2000 roku złoto w tej dyscyplinie sportu. Po raz pierwszy od 2000 roku Rosja zdobyła złoto w skokach do wody – medal z najcenniejszego kruszcu wywalczył Ilja Zacharow w skokach z trampoliny 3 m.
Na czwartych igrzyskach z rzędu Rosjanie nie zdobyli złotych medali w pływaniu (z 32 kompletów medali – 2 srebra i 2 brązy). Po raz pierwszy w swojej historii sportowcy rosyjscy nie wywalczyli żadnego złota w szermierce (z 10 kompletów medali – 2 srebra i 1 brąz). W wioślarstwie Rosjanie wystąpili w 2 konkurencjach z 14, nie zdobywając medalu (nikt nie zakwalifikował się nawet do finału).

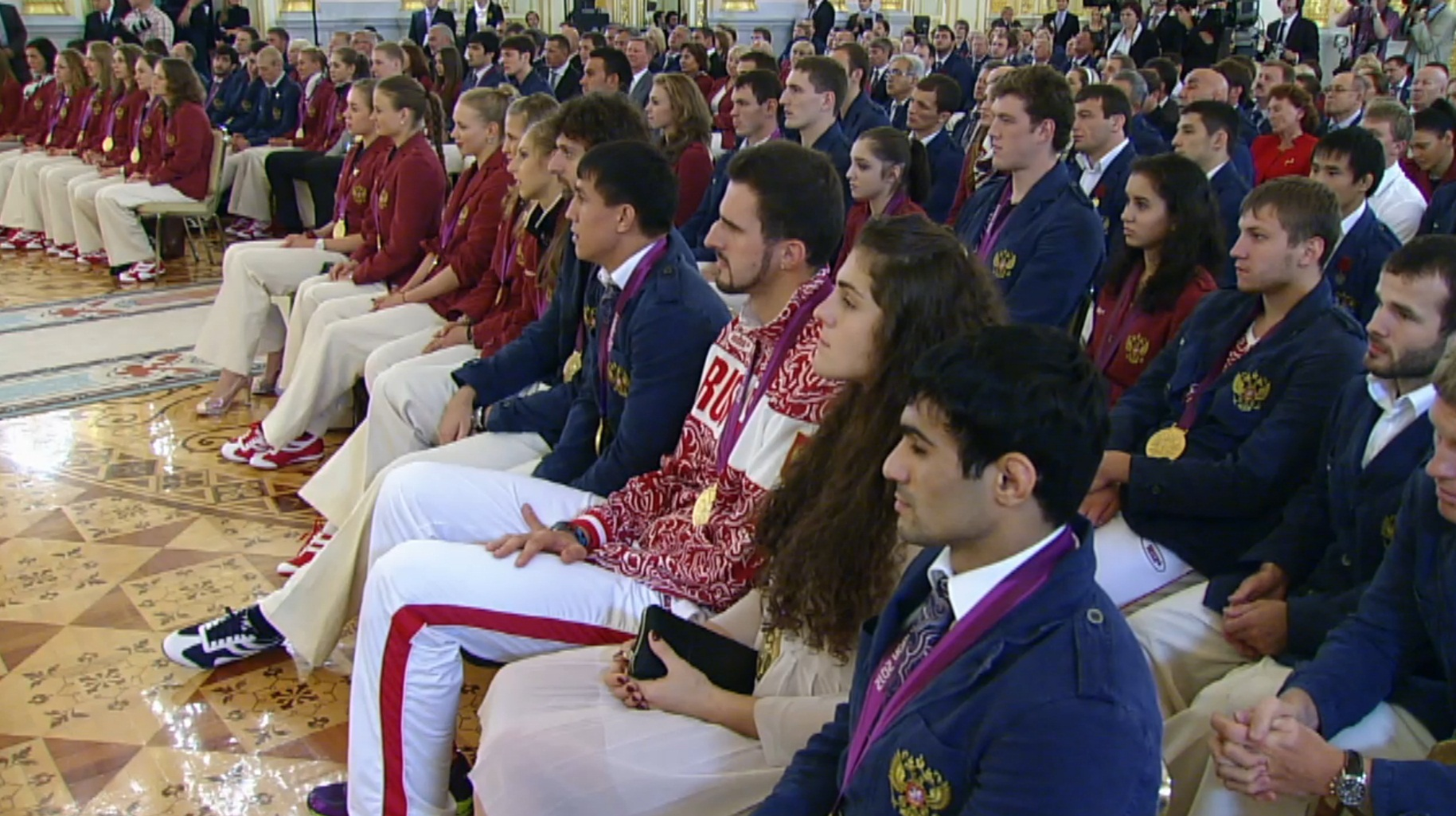
Rosyjscy medaliści olimpijscy na wręczeniu odznaczeń państwowych

Na drugich igrzyskach z rzędu Rosjanie nie wywalczyli złotego medalu w podnoszeniu ciężarów (w ciągu 4 igrzysk olimpijskich w latach 2000–2012, Rosja zdobyła tylko 1 złoto w podnoszeniu ciężarów z 60 rozegranych konkurencji). Również na drugich igrzyskach z rzędu rosyjscy sportowcy nie zdobyli złotych medali w strzelectwie, z 15 rozegranych konkurencji zdobyli tylko 1 brąz.
Na igrzyskach olimpijskich w Londynie Rosja poprawiła rezultat z Pekinu, zdobywając więcej medali, w tym więcej złotych. Igrzyska w Londynie były pierwszymi letnimi igrzyskami, zaczynając od 1952 roku, na których reprezentacja Rosji (wcześniej ZSRR) nie znalazła się w pierwszej trójce klasyfikacji medalowej, zajmując 4. miejsce i ustępując według ilości złotych medali reprezentacjom USA, Chin i Wielkiej Brytanii. Jednak według ogólnej liczby medali Rosjanie okazali się gorsi tylko od USA i Chin.
15 sierpnia 2012 roku na Kremlu odbyła cię ceremonia nagrodzenia medalistów olimpijskich. Anastasija Dawydowa, Marija Gromowa, Elwira Chasianowa, Natalja Iszczenko, Swietłana Romaszyna (wszystkie – pływanie synchroniczne) i Jewgienija Kanajewa (gimnastyka artystyczna) zostały odznaczone orderami Zasług dla Ojczyzny IV stopnia; Natalja Antiuch (lekkoatletyka) i Siergiej Tietiuchin (siatkówka) zostali kawalerami Orderu Honoru; 41 sportowców zostało odznaczonych Orderami Przyjaźni, srebrni i brązowi medaliści zostali uhonorowani medalami Orderu Zasług dla Ojczyzny I i II stopnia.

## Zdobyte medale
| Medal  | Zawodnik | Dyscyplina sportowa    | Konkurencja                                 | Data        | Źródło |
| ------ | --- | ---------------------- | ------------------------------------------- | ----------- | ------ |
| Złoto  | Arsen Gałstian | Judo                   | do 60 kg mężczyzn                           | 28 lipca    | [ 13 ] |
| Złoto  | Mansur Isajew | Judo                   | do 73 kg mężczyzn                           | 30 lipca    | [ 14 ] |
| Złoto  | Tagir Chajbułajew | Judo                   | do 100 kg mężczyzn                          | 2 sierpnia  | [ 15 ] |
| Złoto  | Roman Własow | Zapasy                 | styl klasyczny do 74 kg mężczyzn            | 5 sierpnia  | [ 16 ] |
| Złoto  | Alija Mustafina | Gimnastyka sportowa    | poręcza kobiet                              | 6 sierpnia  | [ 17 ] |
| Złoto  | Ałan Chugajew | Zapasy                 | styl klasyczny do 84 kg mężczyzn            | 6 sierpnia  | [ 18 ] |
| Złoto  | Julija Zaripowa | Lekkoatletyka          | bieg na 3000 m z przeszkodami kobiet        | 6 sierpnia  | [ 19 ] |
| Złoto  | Natalja Iszczenko Swietłana Romaszyna | Pływanie synchroniczne | duet kobiet                                 | 7 sierpnia  | [ 20 ] |
| Złoto  | Ilja Zacharow | Skoki do wody          | Trampolina – 3m mężczyzn                    | 7 sierpnia  | [ 21 ] |
| Złoto  | Natalja Antiuch | Lekkoatletyka          | bieg na 400 m przez płotki kobiet           | 8 sierpnia  | [ 22 ] |
| Złoto  | Natalja Worobjowa | Zapasy                 | styl wolny do 72 kg kobiet                  | 9 sierpnia  | [ 23 ] |
| Złoto  | Elwira Chasianowa Anastasija Dawydowa Marija Gromowa Natalja Iszczenko Darja Korobowa Aleksandra Packiewicz Swietłana Romaszyna Anżelika Timanina Ałła Szyszkina                                              | Pływanie synchroniczne | drużynowo kobiet                            | 10 sierpnia | [ 24 ] |
| Złoto  | Dżamał Otarsułtanow | Zapasy                 | styl wolny do 55 kg mężczyzn                | 10 sierpnia | [ 25 ] |
| Złoto  | Aleksandr Djaczenko Jurij Postrigaj | Kajakarstwo            | K-2 200 m mężczyzn                          | 11 sierpnia | [ 26 ] |
| Złoto  | Siergiej Kirdiapkin | Lekkoatletyka          | chód na 50 km mężczyzn                      | 11 sierpnia | [ 27 ] |
| Złoto  | Jewgienija Kanajewa | Gimnastyka artystyczna | wielobój kobiet                             | 11 sierpnia | [ 28 ] |
| Złoto  | Jelena Łaszmanowa | Lekkoatletyka          | chód na 20 km kobiet                        | 11 sierpnia | [ 29 ] |
| Złoto  | Anna Cziczerowa | Lekkoatletyka          | skok wzwyż kobiet                           | 11 sierpnia | [ 30 ] |
| Złoto  | Anastasija Blizniuk Uljana Donskowa Ksienija Dudkina Alina Makarienko Anastasija Nazarienko Karolina Siewastjanowa                                                                                            | Gimnastyka artystyczna | wielobój drużynowo kobiet                   | 12 sierpnia | [ 31 ] |
| Złoto  | Jegor Miechoncew | Boks                   | do 81 kg mężczyzn                           | 12 sierpnia | [ 32 ] |
| Złoto  | Nikołaj Apalikow Taras Chtiej Siergiej Grankin Siergiej Tietiuchin Aleksandr Sokołow Jurij Bierieżko Aleksandr But´ko Dmitrij Muserski Dmitrij Iljinych Maksim Michajłow Aleksandr Wołkow Aleksiej Obmoczajew | Siatkówka              | turniej mężczyzn                            | 12 sierpnia | [ 33 ] |
| Srebro | Swietłana Carukajewa | Podnoszenie ciężarów   | do 63 kg kobiet                             | 31 lipca    | [ 34 ] |
| Srebro | Ksienija Afanasjewa Anastasija Griszyna Wiktorija Komowa Alija Mustafina Marija Pasieka | Gimnastyka sportowa    | wielobój drużynowo kobiet                   | 31 lipca    | [ 35 ] |
| Srebro | Ilja Zacharow Jewgienij Kuzniecow | Skoki do wody          | trampolina 3 m pary synchronicznie mężczyzn | 1 sierpnia  | [ 36 ] |
| Srebro | Sofja Wielika | Szermierka             | szabla kobiet                               | 1 sierpnia  | [ 37 ] |
| Srebro | Wiktorija Komowa | Gimnastyka sportowa    | wielobój kobiet                             | 2 sierpnia  | [ 38 ] |
| Srebro | Kamiłła Gafurzianowa Inna Dierigłazowa Łarisa Korobiejnikowa Aida Szanajewa | Szermierka             | floret drużynowo kobiet                     | 2 sierpnia  | [ 39 ] |
| Srebro | Aleksandr Michajlin | Judo                   | powyżej 100 kg mężczyzn                     | 3 sierpnia  | [ 40 ] |
| Srebro | Anastasija Zujewa | Pływanie               | 200 m stylem grzbietowym kobiet             | 3 sierpnia  | [ 41 ] |
| Srebro | Jewgienij Korotyszkin | Pływanie               | 100 m stylem motylkowym mężczyzn            | 3 sierpnia  | [ 42 ] |
| Srebro | Natalja Zabołotna | Podnoszenie ciężarów   | do 75 kg kobiet                             | 3 sierpnia  | [ 43 ] |
| Srebro | Dmitrij Uszakow | Gimnastyka sportowa    | skok na batucie mężczyzn                    | 3 sierpnia  | [ 44 ] |
| Srebro | Apti Auchadow | Podnoszenie ciężarów   | do 85 kg mężczyzn                           | 3 sierpnia  | [ 45 ] |
| Srebro | Marija Szarapowa | Tenis                  | gra pojedyncza kobiet                       | 4 sierpnia  | [ 46 ] |
| Srebro | Aleksandr Iwanow | Podnoszenie ciężarów   | do 94 kg mężczyzn                           | 4 sierpnia  | [ 47 ] |
| Srebro | Darja Piszczalnikowa | Lekkoatletyka          | rzut dyskiem kobiet                         | 4 sierpnia  | [ 48 ] |
| Srebro | Tatjana Kaszyrina | Podnoszenie ciężarów   | powyżej 75 kg kobiet                        | 5 sierpnia  | [ 49 ] |
| Srebro | Dienis Ablazin | Gimnastyka sportowa    | skoki mężczyzn                              | 6 sierpnia  | [ 50 ] |
| Srebro | Jewgienija Kołodko | Lekkoatletyka          | pchnięcie kulą kobiet                       | 6 sierpnia  | [ 51 ] |
| Srebro | Rustam Totrow | Zapasy                 | styl klasyczny do 96 kg mężczyzn            | 7 sierpnia  | [ 52 ] |
| Srebro | Jelena Sokołowa | Lekkoatletyka          | skok w dal kobiet                           | 8 sierpnia  | [ 53 ] |
| Srebro | Sofja Oczigawa | Boks                   | do 60 kg kobiet                             | 9 sierpnia  | [ 54 ] |
| Srebro | Nadieżda Torłopowa | Boks                   | do 75 kg kobiet                             | 9 sierpnia  | [ 55 ] |
| Srebro | Darja Dmitrijewa | Gimnastyka artystyczna | wielobój kobiet                             | 11 sierpnia | [ 28 ] |
| Srebro | Olga Kaniskina | Lekkoatletyka          | chód na 20 km kobiet                        | 11 sierpnia | [ 29 ] |
| Srebro | Biesik Kuduchow | Zapasy                 | styl wolny do 60 kg mężczyzn                | 11 sierpnia | [ 56 ] |
| Srebro | Julija Guszczina Antonina Kriwoszapka Tatjana Firowa Natalja Antiuch Natalja Nazarowa (el.) Anastasija Kapaczinska (el.)                                                                                      | Lekkoatletyka          | Sztafeta 4 × 400 metrów kobiet              | 11 sierpnia | [ 29 ] |
| Brąz   | Olga Zabielinska | Kolarstwo szosowe      | wyścig ze startu wspólnego kobiet           | 29 lipca    | [ 57 ] |
| Brąz   | Nikołaj Kowalow | Szermierka             | szabla mężczyzn                             | 29 lipca    | [ 58 ] |
| Brąz   | Andriej Grieczin Daniła Izotow Jewgienij Łagunow Nikita Łobincew Władimir Morozow Siergiej Fiesikow | Pływanie               | 4 × 100 m stylem dowolnym mężczyzn          | 29 lipca    | [ 59 ] |
| Brąz   | Iwan Nifontow | Judo                   | do 81 kg mężczyzn                           | 31 lipca    | [ 60 ] |
| Brąz   | Olga Zabielinska | Kolarstwo szosowe      | jazda indywidualna na czas kobiet           | 1 sierpnia  | [ 61 ] |
| Brąz   | Wasilij Mosin | Strzelectwo            | podwójny trap mężczyzn                      | 2 sierpnia  | [ 62 ] |
| Brąz   | Alija Mustafina | Gimnastyka sportowa    | wielobój kobiet                             | 2 sierpnia  | [ 38 ] |
| Brąz   | Julija Jefimowa | Pływanie               | 200 m stylem klasycznym kobiet              | 2 sierpnia  | [ 63 ] |
| Brąz   | Nina Wisłowa Walerija Sorokina | Badminton              | gra podwójna kobiet                         | 4 sierpnia  | [ 64 ] |
| Brąz   | Tatjana Czernowa | Lekkoatletyka          | siedmiobój kobiet                           | 4 sierpnia  | [ 65 ] |
| Brąz   | Tatjana Pietrowa-Archipowa | Lekkoatletyka          | maraton kobiet                              | 5 sierpnia  | [ 66 ] |
| Brąz   | Marija Pasieka | Gimnastyka sportowa    | skoki kobiet                                | 5 sierpnia  | [ 67 ] |
| Brąz   | Dienis Ablazin | Gimnastyka sportowa    | ćwiczenia wolne mężczyzn                    | 5 sierpnia  | [ 68 ] |
| Brąz   | Marija Kirilenko Nadieżda Pietrowa | Tenis                  | gra podwójna kobiet                         | 5 sierpnia  | [ 69 ] |
| Brąz   | Mingijan Siemionow | Zapasy                 | styl klasyczny do 55 kg mężczyzn            | 5 sierpnia  | [ 70 ] |
| Brąz   | Zaur Kuramagomiedow | Zapasy                 | styl klasyczny do 60 kg mężczyzn            | 5 sierpnia  | [ 71 ] |
| Brąz   | Jelena Isinbajewa | Lekkoatletyka          | skok o tyczce kobiet                        | 6 sierpnia  | [ 72 ] |
| Brąz   | Alija Mustafina | Gimnastyka sportowa    | ćwiczenia wolne kobiet                      | 7 sierpnia  | [ 73 ] |
| Brąz   | Rusłan Ałbiegow | Podnoszenie ciężarów   | powyżej 105 kg mężczyzn                     | 7 sierpnia  | [ 74 ] |
| Brąz   | Lubow Wołosowa | Zapasy                 | styl wolny do 63 kg kobiet                  | 8 sierpnia  | [ 75 ] |
| Brąz   | Aleksiej Dienisienko | Taekwondo              | do 58 kg mężczyzn                           | 8 sierpnia  | [ 76 ] |
| Brąz   | Aleksiej Korowaszkow Ilja Pierwuchin | Kajakarstwo            | C-2 1000 m mężczyzn                         | 9 sierpnia  | [ 77 ] |
| Brąz   | Dawid Ajrapetian | Boks                   | do 49 kg mężczyzn                           | 10 sierpnia | [ 78 ] |
| Brąz   | Dienis Cargusz | Zapasy                 | styl wolny do 74 kg mężczyzn                | 10 sierpnia | [ 79 ] |
| Brąz   | Misza Ałojan | Boks                   | do 52 kg mężczyzn                           | 10 sierpnia | [ 80 ] |
| Brąz   | Andriej Zamkowoj | Boks                   | do 69 kg mężczyzn                           | 10 sierpnia | [ 81 ] |
| Brąz   | Iwan Sztyl | Kajakarstwo            | C-1 200 m mężczyzn                          | 11 sierpnia | [ 82 ] |
| Brąz   | Jekatierina Poistogowa | Lekkoatletyka          | bieg na 800 metrów kobiet                   | 11 sierpnia | [ 83 ] |
| Brąz   | Bilał Machow | Zapasy                 | styl wolny do 120 kg mężczyzn               | 11 sierpnia | [ 84 ] |
| Brąz   | Anastasija Barysznikowa | Taekwondo              | powyżej 67 kg kobiet                        | 11 sierpnia | [ 85 ] |
| Brąz   | Aleksiej Szwied Timofiej Mozgow Siergiej Karasiow Witalij Fridzon Aleksandr Kaun Jewgienij Woronow Wiktor Chriapa Siemion Antonow Siergiej Monia Dmitrij Chwostow Anton Ponkraszow Andriej Kirilenko          | Koszykówka             | turniej mężczyzn                            | 12 sierpnia | [ 86 ] |

## Reprezentanci

### Badminton
| Zawodnicy                               | Konkurencja             | Faza grupowa                                | Faza grupowa                         | Faza grupowa                                | Faza grupowa | Eliminacje         | Ćwierćfinał                          | Półfinał                            | Finał                          | Finał   |
| Zawodnicy                               | Konkurencja             | Przeciwnicy Punkty                          | Przeciwnicy Punkty                   | Przeciwnicy Punkty                          | Miejsce      | Przeciwnicy Punkty | Przeciwnicy Punkty                   | Przeciwnicy Punkty                  | Przeciwnicy Punkty             | Miejsce |
| --------------------------------------- | ----------------------- | ------------------------------------------- | ------------------------------------ | ------------------------------------------- | ------------ | ------------------ | ------------------------------------ | ----------------------------------- | ------------------------------ | ------- |
| Władimir Iwanow                         | gra pojedyncza mężczyzn | Son WH P 0-2 (15-21, 19-21)                 | Hsu JH W 2-0 (21-15, 21-13)          | —                                           | 2.           | NQ                 | NQ                                   | NQ                                  | NQ                             | NQ      |
| Władimir Iwanow Iwan Sozonow            | gra podwójna mężczyzn   | Boe / Mogensen P 1-2 (21-16, 19-21, 14-21)  | Chai B / Guo Z P 0-2 (21-23, 15-21)  | James / Viljoen W 2-0 (21-13, 21-15)        | 3.           | —                  | NQ                                   | NQ                                  | NQ                             | NQ      |
| Anastazja Prokopienko                   | gra pojedyncza kobiet   | Augustyn W 2-0 (21-16, 21-17)               | Baun P 1-2 (21-19, 15-21, 16-21)     | —                                           | 2.           | NQ                 | NQ                                   | NQ                                  | NQ                             | NQ      |
| Walerija Sorokina Nina Wisłowa          | gra podwójna kobiet     | Wang X / Yu Y W 2-0 (21-0, 21-0)            | Jung KE / Kim HN W 2-0 (21-0, 21-0)  | Bruce / Li W 2-0 (21-8, 21-10)              | 1.           | —                  | Edwards / Viljoen W 2-0 (21-9, 21-7) | Tian Q / Zhao Y P 0-2 (19-21, 6-21) | Bruce / Li W 2-0 (21-9, 21-10) | brąz    |
| Aleksandr Nikołajenko Walerija Sorokina | gra mieszana            | Adcock / Bankier W 2-1 (14-21, 21-9, 21-18) | Zhang N / Zhao Y P 0-2 (19-21, 6-21) | Fuchs / Michels P 1-2 (18-21, 21-12, 19-21) | 3.           | —                  | NQ                                   | NQ                                  | NQ                             | NQ      |

### Boks
Mężczyźni
| Zawodnik            | Konkurencja | 1/16             | 1/8              | Ćwierćfinał      | Półfinał            | Finał                 | Finał   |
| Zawodnik            | Konkurencja | Przeciwnik Wynik | Przeciwnik Wynik | Przeciwnik Wynik | Przeciwnik Wynik    | Przeciwnik Wynik      | Miejsce |
| ------------------- | ----------- | ---------------- | ---------------- | ---------------- | ------------------- | --------------------- | ------- |
| Dawid Ajrapetian    | 49 kg       | BYE              | Ortíz W 15-13    | Pehlivan W 19-11 | Pongprayoon P 12-13 | NQ                    | brąz    |
| Misza Ałojan        | 52 kg       | BYE              | Brahimi W 14-9   | Cintrón W 23-13  | Tögstsogt P 11-15   | NQ                    | brąz    |
| Siergiej Wodopjanow | 56 kg       | Melián W 12-5    | Vieira P 11-13   | NQ               | NQ                  | NQ                    | NQ      |
| Andriej Zamkowoj    | 69kg        | Qiong W 16-11    | Nolan W 18-9     | Spence W 16-11   | Säpijew P 12-18     | NQ                    | brąz    |
| Jegor Miechoncew    | 81 kg       | BYE              | Hooper W 19-11   | Rasulov W 19-15  | Falcão W 23-11      | Nijazymbetow W 15+-15 | złoto   |
| Artur Bietierbijew  | 91 kg       | —                | Hunter W 10+-10  | Usyk P 13-17     | NQ                  | NQ                    | NQ      |
| Magomied Omarow     | +91 kg      | —                | Breazeale W 19-8 | Məcidov P 14-17  | NQ                  | NQ                    | NQ      |

Kobiety
| Zawodniczka        | Konkurencja | 1/8                 | Ćwierćfinał         | Półfinał            | Finał               | Finał   |
| Zawodniczka        | Konkurencja | Przeciwniczka Wynik | Przeciwniczka Wynik | Przeciwniczka Wynik | Przeciwniczka Wynik | Miejsce |
| ------------------ | ----------- | ------------------- | ------------------- | ------------------- | ------------------- | ------- |
| Jelena Saweliewa   | 51 kg       | Kim HS W 12-9       | Ren C P 7-12        | NQ                  | NQ                  | NQ      |
| Sofja Oczigawa     | 60 kg       | BYE                 | Pritchard W 22-4    | Araújo W 17-11      | Taylor P 8-10       | srebro  |
| Nadieżda Torłopowa | 75kg        | BYE                 | Ogoke W 18-8        | Li J W 12-10        | Shields P 12-19     | srebro  |

### Gimnastyka

#### Gimnastyka artystyczna
| Zawodnik | Konkurencja           | Eliminacje | Eliminacje | Finał   | Finał   |
| Zawodnik | Konkurencja           | Wynik      | Pozycja    | Wynik   | Pozycja |
| --- | --------------------- | ---------- | ---------- | ------- | ------- |
| Jewgienija Kanajewa                                                                                                | wielobój indywidualny | 116.000    | 1.         | 116.900 | złoto   |
| Daria Dmitriewa | wielobój indywidualny | 114.525    | 2.         | 114.500 | srebro  |
| Anastasija Blizniuk Uljana Donskowa Ksienija Dudkina Alina Makarienko Anastasija Nazarienko Karolina Siewastjanowa | drużynowo             | 56.375     | 1.         | 57.000  | złoto   |

#### Gimnastyka sportowa
Mężczyźni
| Zawodnik           | Konkurencja           | Kwalifikacje | Kwalifikacje | Kwalifikacje | Kwalifikacje | Kwalifikacje | Kwalifikacje | Kwalifikacje | Kwalifikacje | Finał    | Finał    | Finał    | Finał    | Finał    | Finał    | Finał   | Finał   |
| Zawodnik           | Konkurencja           | Przyrząd     | Przyrząd     | Przyrząd     | Przyrząd     | Przyrząd     | Przyrząd     | Razem        | Miejsce      | Przyrząd | Przyrząd | Przyrząd | Przyrząd | Przyrząd | Przyrząd | Razem   | Miejsce |
| Zawodnik           | Konkurencja           | FX           | PH           | SR           | VT           | PB           | HB           | Razem        | Miejsce      | FX       | PH       | SR       | VT       | PB       | HB       | Razem   | Miejsce |
| ------------------ | --------------------- | ------------ | ------------ | ------------ | ------------ | ------------ | ------------ | ------------ | ------------ | -------- | -------- | -------- | -------- | -------- | -------- | ------- | ------- |
| Dienis Ablazin     | wielobój drużynowy    | 15.433       | —            | 15.500       | 16.300       | 0.000        | 13.733       | —            | —            | 15.475   | —        | 15.616   | 16.400   | —        | —        | —       | —       |
| Aleksandr Bałandin | wielobój drużynowy    | —            | 13.733       | 15.666       | —            | 14.766       | —            | —            | —            | —        | —        | 15.816   | —        | 13.466   | —        | —       | —       |
| Dawid Bieliawskij  | wielobój drużynowy    | 15.100       | 14.900       | 14.366       | 16.300       | 15.300       | 14.866       | 90.832       | 2.           | 14.933   | 12.933   | —        | 16.133   | 15.433   | 14.833   | —       | —       |
| Emin Garibow       | wielobój drużynowy    | 14.533       | 14.233       | 14.633       | 15.233       | 15.600       | 15.566       | 89.798       | 9.           | —        | 14.833   | 14.700   | —        | 15.066   | 15.600   | —       | —       |
| Igor Pachomienko   | wielobój drużynowy    | 14.066       | 14.333       | —            | 15.566       | —            | 14.000       | —            | —            | 14.900   | 14.533   | —        | 14.333   | —        | 14.600   | —       | —       |
| Razem              | wielobój drużynowy    | 45.066       | 43.466       | 45.799       | 48.166       | 45.666       | 44.432       | 272.595      | 2.           | 45.308   | 42.299   | 46.132   | 46.866   | 43.965   | 45.033   | 269.603 | 6.      |
| Dienis Ablazin     | ćwiczenia wolne       | Jak wyżej    | Jak wyżej    | Jak wyżej    | Jak wyżej    | Jak wyżej    | Jak wyżej    | Jak wyżej    | Jak wyżej    | 15.800   | —        | —        | —        | —        | —        | 15.800  | brąz    |
| Dienis Ablazin     | kółka                 | Jak wyżej    | Jak wyżej    | Jak wyżej    | Jak wyżej    | Jak wyżej    | Jak wyżej    | Jak wyżej    | Jak wyżej    | —        | —        | 15.633   | —        | —        | —        | 15.633  | 5.      |
| Dienis Ablazin     | skoki                 | Jak wyżej    | Jak wyżej    | Jak wyżej    | Jak wyżej    | Jak wyżej    | Jak wyżej    | Jak wyżej    | Jak wyżej    | —        | —        | —        | 16.399   | —        | —        | 16.399  | srebro  |
| Aleksandr Bałandin | kółka                 | Jak wyżej    | Jak wyżej    | Jak wyżej    | Jak wyżej    | Jak wyżej    | Jak wyżej    | Jak wyżej    | Jak wyżej    | —        | —        | 15.666   | —        | —        | —        | 15.666  | 4.      |
| Dawid Bieliawskij  | wielobój indywidualny | Jak wyżej    | Jak wyżej    | Jak wyżej    | Jak wyżej    | Jak wyżej    | Jak wyżej    | Jak wyżej    | Jak wyżej    | 14.466   | 14.866   | 14.833   | 16.200   | 15.166   | 14.766   | 90.297  | 5.      |
| Dawid Bieliawskij  | koń z łękami          | Jak wyżej    | Jak wyżej    | Jak wyżej    | Jak wyżej    | Jak wyżej    | Jak wyżej    | Jak wyżej    | Jak wyżej    | —        | 14.733   | —        | —        | —        | —        | 14.733  | 7.      |
| Emin Garibow       | wielobój indywidualny | Jak wyżej    | Jak wyżej    | Jak wyżej    | Jak wyżej    | Jak wyżej    | Jak wyżej    | Jak wyżej    | Jak wyżej    | 14.475   | 14.233   | 14.866   | 14.833   | 15.366   | 14.233   | 88.006  | 14.     |
| Emin Garibow       | poręcze               | Jak wyżej    | Jak wyżej    | Jak wyżej    | Jak wyżej    | Jak wyżej    | Jak wyżej    | Jak wyżej    | Jak wyżej    | —        | —        | —        | —        | 15.300   | —        | 15.300  | 6.      |
| Emin Garibow       | drążek                | Jak wyżej    | Jak wyżej    | Jak wyżej    | Jak wyżej    | Jak wyżej    | Jak wyżej    | Jak wyżej    | Jak wyżej    | —        | —        | —        | —        | —        | 15.333   | 15.333  | 7.      |

Kobiety
| Zawodniczka         | Konkurencja           | Kwalifikacje | Kwalifikacje | Kwalifikacje | Kwalifikacje | Kwalifikacje | Kwalifikacje | Finał    | Finał    | Finał    | Finał    | Finał   | Finał   |
| Zawodniczka         | Konkurencja           | Przyrząd     | Przyrząd     | Przyrząd     | Przyrząd     | Razem        | Miejsce      | Przyrząd | Przyrząd | Przyrząd | Przyrząd | Razem   | Miejsce |
| Zawodniczka         | Konkurencja           | FX           | VT           | UB           | BB           | Razem        | Miejsce      | FX       | VT       | UB       | BB       | Razem   | Miejsce |
| ------------------- | --------------------- | ------------ | ------------ | ------------ | ------------ | ------------ | ------------ | -------- | -------- | -------- | -------- | ------- | ------- |
| Ksienija Afanasjewa | wielobój drużynowy    | 14.833       | —            | —            | 15.066       | —            | —            | 14.333   | —        | —        | 14.833   | —       | —       |
| Anastasija Griszyna | wielobój drużynowy    | 14.066       | 14.333       | 14.033       | 14.900       | 57.332       | 12.          | 12.466   | —        | 14.700   | —        | —       | —       |
| Wiktorija Komowa    | wielobój drużynowy    | 13.900       | 15.633       | 15.833       | 15.266       | 60.632       | 1.           | —        | 15.833   | 15.766   | 15.033   | —       | —       |
| Alija Mustafina     | wielobój drużynowy    | 14.433       | 15.133       | 15.700       | 14.700       | 59.966       | 5.           | 14.800   | 15.233   | 15.700   | 14.533   | —       | —       |
| Marija Pasieka      | wielobój drużynowy    | —            | 15.049       | 0.000        | —            | —            | —            | —        | 15.300   | —        | —        | —       | —       |
| Razem               | wielobój drużynowy    | 43.332       | 46.299       | 45.566       | 45.232       | 180.429      | 2.           | 41.599   | 46.366   | 46.166   | 44.399   | 178.530 | srebro  |
| Ksienija Afanasjewa | ćwiczenia wolne       | Jak wyżej    | Jak wyżej    | Jak wyżej    | Jak wyżej    | Jak wyżej    | Jak wyżej    | 14.566   | —        | —        | —        | 14.566  | 6.      |
| Ksienija Afanasjewa | równoważnia           | Jak wyżej    | Jak wyżej    | Jak wyżej    | Jak wyżej    | Jak wyżej    | Jak wyżej    | —        | —        | —        | 14.583   | 14.583  | 5.      |
| Wiktorija Komowa    | wielobój indywidualny | Jak wyżej    | Jak wyżej    | Jak wyżej    | Jak wyżej    | Jak wyżej    | Jak wyżej    | 15.100   | 15.466   | 15.966   | 15.441   | 61.973  | srebro  |
| Wiktorija Komowa    | poręcze               | Jak wyżej    | Jak wyżej    | Jak wyżej    | Jak wyżej    | Jak wyżej    | Jak wyżej    | —        | —        | 15.666   | —        | 15.666  | 5.      |
| Wiktorija Komowa    | równoważnia           | Jak wyżej    | Jak wyżej    | Jak wyżej    | Jak wyżej    | Jak wyżej    | Jak wyżej    | —        | —        | —        | 13.166   | 13.166  | 8.      |
| Alija Mustafina     | wielobój indywidualny | Jak wyżej    | Jak wyżej    | Jak wyżej    | Jak wyżej    | Jak wyżej    | Jak wyżej    | 14.600   | 15.233   | 16.100   | 13.633   | 59.566  | brąz    |
| Alija Mustafina     | ćwiczenia wolne       | Jak wyżej    | Jak wyżej    | Jak wyżej    | Jak wyżej    | Jak wyżej    | Jak wyżej    | 14.900   | —        | —        | —        | 14.900  | brąz    |
| Alija Mustafina     | poręcze               | Jak wyżej    | Jak wyżej    | Jak wyżej    | Jak wyżej    | Jak wyżej    | Jak wyżej    | —        | —        | 16.133   | —        | 16.133  | złoto   |
| Marija Pasieka      | skoki                 | Jak wyżej    | Jak wyżej    | Jak wyżej    | Jak wyżej    | Jak wyżej    | Jak wyżej    | —        | 15.050   | —        | —        | 15.050  | brąz    |

#### Skoki na trampolinie
| Zawodnicy          | Konkurencja | Kwalifikacje | Kwalifikacje | Finał  | Finał   |
| Zawodnicy          | Konkurencja | Punkty       | Miejsce      | Punkty | Miejsce |
| ------------------ | ----------- | ------------ | ------------ | ------ | ------- |
| Nikita Fedorenko   | Mężczyźni   | 101.070      | 8.           | 59.105 | 6.      |
| Dmitrij Uszakow    | Mężczyźni   | 112.605      | 2.           | 61.769 | srebro  |
| Wiktorija Woronina | Kobiety     | 100.995      | 8.           | 21.915 | 8.      |

### Jeździectwo

#### Skoki przez przeszkody
| Zawodnik         | Koń     | Konkurencja   | Kwalifikacje | Kwalifikacje | Kwalifikacje | Kwalifikacje | Kwalifikacje | Kwalifikacje | Kwalifikacje | Kwalifikacje | Finał   | Finał   | Finał   | Finał   | Finał   | Razem | Razem   |
| Zawodnik         | Koń     | Konkurencja   | Runda 1      | Runda 1      | Runda 2      | Runda 2      | Runda 2      | Runda 3      | Runda 3      | Runda 3      | Runda A | Runda A | Runda B | Runda B | Runda B | Razem | Razem   |
| Zawodnik         | Koń     | Konkurencja   | Kary         | Miejsce      | Kary         | Łącznie      | Miejsce      | Kary         | Łącznie      | Miejsce      | Kary    | Miejsce | Kary    | Łącznie | Miejsce | Kary  | Miejsce |
| ---------------- | ------- | ------------- | ------------ | ------------ | ------------ | ------------ | ------------ | ------------ | ------------ | ------------ | ------- | ------- | ------- | ------- | ------- | ----- | ------- |
| Władimir Tuganow | Lancero | indywidualnie | 10           | 65.          | NQ           | NQ           | NQ           | NQ           | NQ           | NQ           | NQ      | NQ      | NQ      | NQ      | NQ      | NQ    | NQ      |

#### WKKW
| Zawodnik          | Koń           | Konkurencja   | Ujeżdżenie | Ujeżdżenie | Cross-country | Cross-country | Skoki        | Skoki        | Skoki | Skoki   | Łącznie | Łącznie |
| Zawodnik          | Koń           | Konkurencja   | Ujeżdżenie | Ujeżdżenie | Cross-country | Cross-country | Kwalifikacje | Kwalifikacje | Finał | Finał   | Łącznie | Łącznie |
| Zawodnik          | Koń           | Konkurencja   | Kary       | Miejsce    | Kary          | Miejsce       | Kary         | Miejsce      | Kary  | Miejsce | Kary    | Miejsce |
| ----------------- | ------------- | ------------- | ---------- | ---------- | ------------- | ------------- | ------------ | ------------ | ----- | ------- | ------- | ------- |
| Andriej Korszunow | Fabiy         | indywidualnie | 80.20      | 74.        | 32.80         | 54.           | 52.00        | 53.          | NQ    | NQ      | 165.00  | 53.     |
| Michaił Nastenko  | Coolboy Piter | indywidualnie | 59.80      | 62.        | 52.00         | 53.           | 2.00         | 47.          | NQ    | NQ      | 113.80  | 47.     |

### Judo
Mężczyźni
| Zawodnik            | Konkurencja    | 1/32             | 1/16                      | 1/8                     | Ćwierćfinał                | Półfinał                 | Repasaż 1        | Repasaż 2                   | Finał                    | Finał   |
| Zawodnik            | Konkurencja    | Przeciwnik Wynik | Przeciwnik Wynik          | Przeciwnik Wynik        | Przeciwnik Wynik           | Przeciwnik Wynik         | Przeciwnik Wynik | Przeciwnik Wynik            | Przeciwnik Wynik         | Pozycja |
| ------------------- | -------------- | ---------------- | ------------------------- | ----------------------- | -------------------------- | ------------------------ | ---------------- | --------------------------- | ------------------------ | ------- |
| Arsen Gałstian      | do 60 kg       | BYE              | Gourouza W 0101-0000      | Siccardi W 0100-0000    | Choi GH W 0001-0001        | Sobirov W 0011-0000      | BYE              | BYE                         | Hiraoka W 1000-0000      | złoto   |
| Musa Moguszkow      | do 66 kg       | BYE              | Karimow P 0011-0021       | NQ                      | NQ                         | NQ                       | NQ               | NQ                          | NQ                       | NQ      |
| Mansur Isajew       | do 73 kg       | BYE              | Uematsu W 0011-0002       | Orucov W 1001-0000      | Sajndżarglyn W 0100-0001   | Wang KC W 0011-0002      | BYE              | BYE                         | Nakaya W 0011-0001       | złoto   |
| Iwan Nifontow       | do 81 kg       | BYE              | de Windt W 1000-0004      | Bottieau W 0101-0001    | Valois-Fortier W 0100-0000 | Kim JB P 0001-0100       | BYE              | Nakai W 0201-0000           | NQ                       | brąz    |
| Kiriłł Dienisow     | do 90 kg       | —                | Remarenko W 1000-0001     | Gordon W 0011-0000      | Iliadis W 0020-0000        | González P 0001–1000     | BYE              | Nishiyama P 0000-0000 (YUS) | NQ                       | 5.      |
| Tagir Chajbułajew   | do 100 kg      | —                | van der Geest W 1000-0000 | Biadulin W 0111-0003    | Krpálek W 1000-0011        | Peters W 0000-0000 (YUS) | BYE              | BYE                         | Tüwszinbajar W 1000-0000 | złoto   |
| Aleksandr Michajlin | powyżej 100 kg | —                | Mandembo W 1010-0000      | Sherrington W 0011-0001 | Silva W 0001-0001          | Tölzer W 0010-0002       | BYE              | BYE                         | Riner P 0003-0101        | srebro  |

Kobiety
| Zawodniczka          | Konkurencja   | 1/16                 | 1/8                  | Ćwierćfinał         | Półfinał            | Repasaż 1              | Repasaż 2           | Finał               | Finał   |
| Zawodniczka          | Konkurencja   | Przeciwniczka Wynik  | Przeciwniczka Wynik  | Przeciwniczka Wynik | Przeciwniczka Wynik | Przeciwniczka Wynik    | Przeciwniczka Wynik | Przeciwniczka Wynik | Pozycja |
| -------------------- | ------------- | -------------------- | -------------------- | ------------------- | ------------------- | ---------------------- | ------------------- | ------------------- | ------- |
| Natalija Kondratiewa | do 48 kg      | Alvarez P 0000-0101  | NQ                   | NQ                  | NQ                  | NQ                     | NQ                  | NQ                  | NQ      |
| Natalija Kazjutina   | do 52 kg      | Tarangul P 0000-0001 | NQ                   | NQ                  | NQ                  | NQ                     | NQ                  | NQ                  | NQ      |
| Irina Zabłudina      | do 57 kg      | BYE                  | Lupetey W 1000-0001  | Malloy P 0011-0012  | NQ                  | Karakas P 0000-0011    | NQ                  | NQ                  | 7.      |
| Wiera Moskaljuk      | do 78 kg      | BYE                  | Harrison P 0000-1000 | NQ                  | NQ                  | NQ                     | NQ                  | NQ                  | NQ      |
| Jelena Iwaszczenko   | powyżej 78 kg | BYE                  | Mojica W 1010-0000   | Ortíz P 0002-0011   | NQ                  | Kindzerska P 0002-0010 | NQ                  | NQ                  | 7.      |

### Kajakarstwo

#### Kajakarstwo górskie
Mężczyźni
| Zawodnik                           | Konkurencja | Preeliminacje | Preeliminacje | Preeliminacje | Preeliminacje | Preeliminacje | Preeliminacje | Półfinał | Półfinał | Finał | Finał   |
| Zawodnik                           | Konkurencja | Zjazd 1       | Miejsce       | Zjazd 2       | Miejsce       | Łącznie       | Miejsce       | Czas     | Miejsce  | Czas  | Miejsce |
| ---------------------------------- | ----------- | ------------- | ------------- | ------------- | ------------- | ------------- | ------------- | -------- | -------- | ----- | ------- |
| Aleksandr Lipatow                  | C-1         | 96.13         | 8.            | 95.51         | 6.            | 95.51         | 10.           | 109.49   | 12.      | NQ    | NQ      |
| Michaił Kuzniecow Dmitrij Łarionow | C-2         | 112.36        | 11.           | 155.59        | 13.           | 112.36        | 14.           | NQ       | NQ       | NQ    | NQ      |

Kobiety
| Zawodniczka       | Konkurencja | Preeliminacje | Preeliminacje | Preeliminacje | Preeliminacje | Preeliminacje | Preeliminacje | Półfinał | Półfinał | Finał  | Finał   |
| Zawodniczka       | Konkurencja | Zjazd 1       | Miejsce       | Zjazd 2       | Miejsce       | Łącznie       | Miejsce       | Czas     | Miejsce  | Czas   | Miejsce |
| ----------------- | ----------- | ------------- | ------------- | ------------- | ------------- | ------------- | ------------- | -------- | -------- | ------ | ------- |
| Marta Charitonowa | K-1         | 108.85        | 9.            | 109.77        | 12.           | 108.85        | 13.           | 111.44   | 6.       | 120.91 | 9.      |

#### Kajakarstwo klasyczne
Mężczyźni
| Zawodnik                                                    | Konkurencja | Eliminacje | Eliminacje | Półfinał | Półfinał | Finał    | Finał   |
| Zawodnik                                                    | Konkurencja | Czas       | Miejsce    | Czas     | Miejsce  | Czas     | Miejsce |
| ----------------------------------------------------------- | ----------- | ---------- | ---------- | -------- | -------- | -------- | ------- |
| Jewgienij Sałachow                                          | K-1 200 m   | 35.652     | 4. Q       | 36.312   | 4. FA    | 36.825   | 5.      |
| Pawieł Nikołajew                                            | K-1 1000 m  | 3:35.466   | 6.         | NQ       | NQ       | NQ       | NQ      |
| Aleksandr Djaczenko Jurij Postrigaj                         | K-2 200 m   | 32.321     | 1. Q       | 32.051   | 1. FA    | 33.507   | złoto   |
| Ilja Miedwiediew Anton Rjachow                              | K-2 1000 m  | 3:21.086   | 6.         | 3:12.901 | 2. FA    | 3:12.047 | 6.      |
| Ilja Miedwiediew Anton Rjachow Anton Wasiliew Oleg Żestokow | K-4 1000 m  | 3:04.781   | 4.         | 2:54.303 | 4. FA    | 2:57.375 | 7.      |
| Iwan Sztyl                                                  | C-1 200 m   | 41.378     | 1. Q       | 40.346   | 1. FA    | 42.853   | brąz    |
| Ilja Sztokałow                                              | C-1 1000 m  | 4:04.109   | 3.         | 3:53.305 | 3. FA    | 3:51.535 | 8.      |
| Aleksiej Korowaszkow Ilja Pierwuchin                        | C-2 1000 m  | 3:37.568   | 2. Q       | 3:36.456 | 1. FA    | 3:36.414 | brąz    |

Kobiety
| Zawodniczka                                                          | Konkurencja | Eliminacje | Eliminacje | Półfinał | Półfinał | Finał    | Finał   |
| Zawodniczka                                                          | Konkurencja | Czas       | Miejsce    | Czas     | Miejsce  | Czas     | Miejsce |
| -------------------------------------------------------------------- | ----------- | ---------- | ---------- | -------- | -------- | -------- | ------- |
| Natalia Łobowa                                                       | K-1 200 m   | 42.447     | 3. Q       | 41.413   | 1. FA    | 45.961   | 6.      |
| Juliana Sałachowa                                                    | K-1 500 m   | 1:56.621   | 4. Q       | 1:57.761 | 7.       | NQ       | NQ      |
| Natalia Łobowa Wiera Sobietowa                                       | K-2 500 m   | 1:45.710   | 2. Q       | 1:44.660 | 6. FB    | 1:52.277 | 15.     |
| Julia Kaczałowa Natalia Podolskaja Juliana Sałachowa Wiera Sobietowa | K-4 500 m   | 1:33.680   | 4. Q       | 1:31.824 | 3. FA    | 1:33.459 | 7.      |

### Kolarstwo

#### Kolarstwo górskie
| Zawodnik            | Konkurencja | Czas    | Miejsce |
| ------------------- | ----------- | ------- | ------- |
| Jewgienij Pieczenin | Mężczyźni   | 1:41:40 | 37.     |
| Irina Kalentjewa    | Kobiety     | 1:32:33 | 4.      |

#### Kolarstwo szosowe
Mężczyźni
| Zawodnik            | Konkurencja                | Czas     | Miejsce |
| ------------------- | -------------------------- | -------- | ------- |
| Dienis Mieńszow     | Wyścig ze startu wspólnego | 5:46:51  | 97.     |
| Dienis Mieńszow     | Jazda indywidualna na czas | 54:59.26 | 20.     |
| Władimir Isajczew   | Wyścig ze startu wspólnego | 5:46:37  | 51.     |
| Aleksandr Kołobniew | Wyścig ze startu wspólnego | 5:46:05  | 23.     |

Kobiety
| Zawodniczka       | Konkurencja                | Czas     | Miejsce |
| ----------------- | -------------------------- | -------- | ------- |
| Tatiana Antoszina | Wyścig ze startu wspólnego | 3:35:56  | 25.     |
| Tatiana Antoszina | Jazda indywidualna na czas | 40:12.49 | 12.     |
| Larisa Pankowa    | Wyścig ze startu wspólnego | 3:37:22  | 38.     |
| Olga Zabielinska  | Wyścig ze startu wspólnego | 3:35:31  | brąz    |
| Olga Zabielinska  | Jazda indywidualna na czas | 37:57.35 | brąz    |

#### Kolarstwo torowe
Mężczyźni
| Zawodnik                                            | Konkurencja      | Kwalifikacje | Runda 1            | Repasaż 1       | Runda 2         | Repasaż 2       | Ćwierćfinały    | Półfinały       | Finał                                         | Finał   |
| Zawodnik                                            | Konkurencja      | Czas Miejsce | Przeciwnik Czas    | Przeciwnik Czas | Przeciwnik Czas | Przeciwnik Czas | Przeciwnik Czas | Przeciwnik Czas | Przeciwnik Czas                               | Pozycja |
| --------------------------------------------------- | ---------------- | ------------ | ------------------ | --------------- | --------------- | --------------- | --------------- | --------------- | --------------------------------------------- | ------- |
| Dienis Dmitrijew                                    | Sprint           | 10.088 6.    | Zieliński W 10.690 | BYE             | Awang W 10.278  | BYE             | Phillip P, P    | NQ              | O miejsce 5 Awang Förstemann Watkins W 10.340 | 5.      |
| Siergiej Borysow Dienis Dmitrijew Siergiej Koczerow | Sprint drużynowy | 43.681 4.    | —                  | —               | —               | —               | —               | Niemcy P 43.909 | NQ                                            | 7.      |

| Zawodnicy                                                       | Konkurencja                     | Kwalifikacje | Kwalifikacje | Półfinał         | Półfinał | Finał                  | Finał   |
| Zawodnicy                                                       | Konkurencja                     | Czas         | Miejsce      | Przeciwnik Wynik | Miejsce  | Przeciwnik Wynik       | Miejsce |
| --------------------------------------------------------------- | ------------------------------- | ------------ | ------------ | ---------------- | -------- | ---------------------- | ------- |
| Jewgienij Kowalow Iwan Kowalow Aleksiej Markow Aleksandr Sierow | Wyścig drużynowy na dochodzenie | 3:59.264     | 5.           | Niemcy 3:57.237  | 4.       | Nowa Zelandia 3:58.282 | 4.      |

| Zawodnik         | Konkurencja | Runda 1 | Repesaż | Runda 2 | Finał   |
| Zawodnik         | Konkurencja | Pozycja | Pozycja | Pozycja | Pozycja |
| ---------------- | ----------- | ------- | ------- | ------- | ------- |
| Siergiej Borysow | Keirin      | 5.      | 5.      | NQ      | 15.     |

Kobiety
| Zawodniczka           | Konkurencja | Kwalifikacje | Runda 1            | Repasaż 1          | Runda 2            | Repasaż 2          | Ćwierćfinały       | Półfinały          | Finał              | Finał   |    |
| Zawodniczka           | Konkurencja | Czas Miejsce | Przeciwniczka Czas | Przeciwniczka Czas | Przeciwniczka Czas | Przeciwniczka Czas | Przeciwniczka Czas | Przeciwniczka Czas | Przeciwniczka Czas | Pozycja |    |
| --------------------- | ----------- | ------------ | ------------------ | ------------------ | ------------------ | ------------------ | ------------------ | ------------------ | ------------------ | ------- | -- |
| Jekatierina Gnidienko | Sprint      | 11.649 18.   | Pendleton P        | Gaviria Hansen P   | NQ                 | NQ                 | NQ                 | NQ                 | NQ                 | NQ      | NQ |

| Zawodniczka           | Konkurencja | Runda 1 | Repesaż | Runda 2 | Finał   |
| Zawodniczka           | Konkurencja | Pozycja | Pozycja | Pozycja | Pozycja |
| --------------------- | ----------- | ------- | ------- | ------- | ------- |
| Jekatierina Gnidienko | Keirin      | 2.      | BYE     | 4.      | DSQ     |

| Zawodniczka          | Konkurencja | Start lotny | Start lotny | Wyścig punktowy | Wyścig punktowy | Wyścig eliminacyjny | Wyścig na dochodzenie | Wyścig na dochodzenie | Scratch | Wyścig na 500 m | Wyścig na 500 m | Suma punktów | Miejsce |
| Zawodniczka          | Konkurencja | Czas        | Miejsce     | Punkty          | Miejsce         | Miejsce             | Wynik                 | Miejsce               | Miejsce | Czas            | Miejsce         | Suma punktów | Miejsce |
| -------------------- | ----------- | ----------- | ----------- | --------------- | --------------- | ------------------- | --------------------- | --------------------- | ------- | --------------- | --------------- | ------------ | ------- |
| Jewgienija Romaniuta | Omnium      | 14.909      | 15.         | 24              | 6.              | 4.                  | 3:42.301              | 10.                   | 10.     | 37.308          | 16.             | 61           | 10.     |

### Koszykówka
Turniej mężczyzn
Reprezentacja Rosji w koszykówce mężczyzn brała udział w rozgrywkach grupy B turnieju olimpijskiego, wygrywając wszystkie 5 spotkań i awansując do dalszej fazy rozgrywek. Pokonała następnie w ćwierćfinale Litwę, w półfinale uległa jednak Hiszpanii. W meczu o 3. miejsce pokonała Argentynę, zdobywając brązowe medale olimpijskie.
Tabela grupy
| Miejsce | Drużyna         | Mecze | Punkty | Zwyc. | Por. | Kosze   |
| ------- | --------------- | ----- | ------ | ----- | ---- | ------- |
| 1       | Rosja           | 5     | 10     | 5     | 0    | 403-359 |
| 2       | Brazylia        | 5     | 9      | 4     | 1    | 402-349 |
| 3       | Hiszpania       | 5     | 8      | 3     | 2    | 414-394 |
| 4       | Australia       | 5     | 7      | 2     | 3    | 410-376 |
| 5       | Wielka Brytania | 5     | 6      | 1     | 4    | 380-439 |
| 6       | Chiny           | 5     | 5      | 0     | 5    | 313-405 |

Wyniki spotkań
Faza grupowa
| 29 lipca 201221:00 | Rosja                                                               | 95:75(24:19, 25:15, 22:24, 24:17) | Wielka Brytania                                          | Basketball Arena, Londyn Sędzia: - Pablo Estévez - Jorge Vázquez - Stephen Seibel |
| 29 lipca 201221:00 | Pkt:Andriej Kirilenko 35 Zb:Aleksiej Szwied 6 As:Aleksiej Szwied 13 | 95:75(24:19, 25:15, 22:24, 24:17) | Pkt:Luol Deng 26 Zb:Joel Freeland 10 As:Deng, Reinking 3 | Basketball Arena, Londyn Sędzia: - Pablo Estévez - Jorge Vázquez - Stephen Seibel |

| 31 lipca 201210:00 | Chiny                                                  | 54:73(12:20, 13:20, 14:21, 15:12) | Rosja                                                              | Basketball Arena, Londyn Sędzia: - Saša Pukl - Robert Lottermoser - William Kennedy |
| 31 lipca 201210:00 | Pkt:Yi Jianlian 16 Zb:Yi Jianlian 7 As:Chen Jianghua 4 | 54:73(12:20, 13:20, 14:21, 15:12) | Pkt:Andriej Kirilenko 16 Zb:Wiktor Chriapa 12 As:Szwied. Chriapa 6 | Basketball Arena, Londyn Sędzia: - Saša Pukl - Robert Lottermoser - William Kennedy |

| 2 sierpnia 201217:45 | Brazylia                                                           | 74:75(20:15, 12:25, 21:19, 21:16) | Rosja                                                            | Basketball Arena, Londyn Sędzia: - José Carrion - Luigi Lamonica - Rabah Noujaim |
| 2 sierpnia 201217:45 | Pkt:Leandro Barbosa 16 Zb:Maybyner Rodney Hilário 10 As:Vinicius 4 | 74:75(20:15, 12:25, 21:19, 21:16) | Pkt:Andriej Kirilenko 19 Zb:Monia, Mozgow 7 As:Aleksiej Szwied 6 | Basketball Arena, Londyn Sędzia: - José Carrion - Luigi Lamonica - Rabah Noujaim |

| 4 sierpnia 201212:15 | Rosja                                                              | 77:74(11:28, 21:12, 24:13, 21:21) | Hiszpania                                                 | Basketball Arena, Londyn Sędzia: - Christos Christodoulou - Jorge Vázquez - Fernando Sampietro |
| 4 sierpnia 201212:15 | Pkt:Witalij Fridzon 24 Zb:Timofiej Mozgow 9 As:Anton Ponkrashov 11 | 77:74(11:28, 21:12, 24:13, 21:21) | Pkt:Pau Gasol 20 Zb:Marc Gasol 9 As:Rodríguez, Calderón 3 | Basketball Arena, Londyn Sędzia: - Christos Christodoulou - Jorge Vázquez - Fernando Sampietro |

| 6 sierpnia 201210:00 | Australia                                                           | 82:83(29:20, 17:25, 23:19, 13:19) | Rosja                                                                  | Basketball Arena, Londyn Sędzia: - Carl Jungebrand - Luigi Lamonica - Samir Abaakil |
| 6 sierpnia 201210:00 | Pkt:Joe Ingles 20 Zb:Matthew Dellavedova 6 As:Matthew Dellavedova 7 | 82:83(29:20, 17:25, 23:19, 13:19) | Pkt:Aleksandr Kaun 18 Zb:Kaun, Kirilenko, Szwied 6 As:Wiktor Chriapa 8 | Basketball Arena, Londyn Sędzia: - Carl Jungebrand - Luigi Lamonica - Samir Abaakil |

Ćwierćfinał
| 8 sierpnia 201215:00 | Rosja                                                                | 83:74(17:10, 15:17, 22:23, 29:24) | Litwa                                                                                    | The O2 Arena, Londyn Sędzia: - Carl Jungebrand - Pablo Estévez - Michael Aylen |
| 8 sierpnia 201215:00 | Pkt:Andriej Kirilenko 19 Zb:Andriej Kirilenko 13 As:Wiktor Chriapa 8 | 83:74(17:10, 15:17, 22:23, 29:24) | Pkt:Rimantas Kaukėnas Zb:Jonas Valančiūnas 9 As:Kaukėnas, Pocius, Kleiza, Jasikevičius 3 | The O2 Arena, Londyn Sędzia: - Carl Jungebrand - Pablo Estévez - Michael Aylen |

Półfinał
| 10 sierpnia 201218:00 | Rosja                                                             | 59:67(12:9, 19:11, 15:26, 13:21) | Hiszpania                                                      | The O2 Arena, Londyn Sędzia: - Luigi Lamonica - Ilija Belošević - Marcos Benito |
| 10 sierpnia 201218:00 | Pkt:Aleksandr Kaun 14 Zb:Andriej Kirilenko 8 As:Aleksiej Szwied 7 | 59:67(12:9, 19:11, 15:26, 13:21) | Pkt:Pau Gasol 16 Zb:Pau Gasol 12 As:Gasol, Navarro, Calderón 3 | The O2 Arena, Londyn Sędzia: - Luigi Lamonica - Ilija Belošević - Marcos Benito |

Mecz o 3. miejsce
| 12 sierpnia 201212:00 | Rosja                                                              | 81:77(20:19, 18:21, 19:21, 20:20) | Argentyna                                                    | The O2 Arena, Londyn Sędzia: - Juan Arteaga - Jose Carrion - William Kennedy |
| 12 sierpnia 201212:00 | Pkt:Aleksiej Szwied 25 Zb:Andriej Kirilenko 8 As:Aleksiej Szwied 7 | 81:77(20:19, 18:21, 19:21, 20:20) | Pkt:Manu Ginóbili 21 Zb:Andrés Nocioni 7 As:Pablo Prigioni 7 | The O2 Arena, Londyn Sędzia: - Juan Arteaga - Jose Carrion - William Kennedy |

Skład
| Nr | Imię i nazwisko   | Data urodzenia (wiek) | Wzrost (cm) | Klub                   | Pozycja |
| -- | ----------------- | --------------------- | ----------- | ---------------------- | ------- |
| 4  | Aleksiej Szwied   | 16.12.1988 (23)       | 198         | Minnesota Timberwolves | G       |
| 5  | Timofiej Mozgow   | 16.07.1986 (26)       | 215         | Denver Nuggets         | C       |
| 6  | Siergiej Karasiow | 26.10.1993 (18)       | 200         | Triumf Lubiercy        | G       |
| 7  | Witalij Fridzon   | 14.10.1985 (26)       | 196         | Chimki Moskwa          | G       |
| 8  | Aleksandr Kaun    | 8.05.1985 (27)        | 211         | PBC CSKA Moskwa        | C       |
| 9  | Jewgienij Woronow | 7.05.1986 (26)        | 196         | PBC CSKA Moskwa        | G       |
| 10 | Wiktor Chriapa    | 3.08.1982 (29)        | 206         | PBC CSKA Moskwa        | F       |
| 11 | Siemion Antonow   | 18.07.1989 (23)       | 202         | BC Niżny Nowogród      | F       |
| 12 | Siergiej Monia    | 15.04.1983 (29)       | 203         | Chimki Moskwa          | F       |
| 13 | Dmitrij Chwostow  | 21.08.1989 (22)       | 190         | Chimki Moskwa          | G       |
| 14 | Anton Ponkraszow  | 23.04.1986 (26)       | 202         | PBC CSKA Moskwa        | G       |
| 15 | Andriej Kirilenko | 18.02.1981 (31)       | 207         | Minnesota Timberwolves | F       |

Trener:  David Blatt
Turniej kobiet
Reprezentacja Rosji w koszykówce kobiet brała udział w rozgrywkach grupy B turnieju olimpijskiego, wygrywając 3 spotkania i 2 przegrywając, awansowała do dalszej fazy rozgrywek. Pokonała następnie w ćwierćfinale Turcję. W półfinale uległa jednak Francji, a w meczu o 3. miejsce Australii, zajmując ostatecznie czwarte miejsce na turnieju.
Tabela grupy
| Poz. | Reprezentacja   | Pkt | Mecze | Mecze | Mecze | Punkty | Punkty | Punkty |
| Poz. | Reprezentacja   | Pkt | M     | Z     | P     | zdob.  | str.   | bilans |
| ---- | --------------- | --- | ----- | ----- | ----- | ------ | ------ | ------ |
| 1    | Francja         | 10  | 5     | 5     | 0     | 356    | 319    | 37+    |
| 2    | Australia       | 9   | 5     | 4     | 1     | 353    | 322    | 31+    |
| 3    | Rosja           | 8   | 5     | 3     | 2     | 314    | 308    | 6+     |
| 4    | Kanada          | 7   | 5     | 2     | 3     | 328    | 332    | 4-     |
| 5    | Brazylia        | 6   | 5     | 1     | 4     | 329    | 354    | 25-    |
| 6    | Wielka Brytania | 5   | 5     | 0     | 5     | 327    | 376    | 49-    |

Wyniki spotkań
Faza grupowa
| 28 lipca 201212:15 | Kanada                                                  | 53:58(17:15, 13:9, 14:13, 10:21) | Rosja                                                            | Basketball Arena, Londyn |
| 28 lipca 201212:15 | Pkt:Kim Smith 20 Zb:Tamara Tatham 5 As:Shona Thorburn 6 | 53:58(17:15, 13:9, 14:13, 10:21) | Pkt:Becky Hammon 14 Zb:Irina Osipowa 12 As:Jelena Daniłoczkina 6 | Basketball Arena, Londyn |

| 30 lipca 201217:45 | Rosja                                                                      | 69:57(19:18, 12:8, 18:17, 20:14) | Brazylia                                                    | Basketball Arena, Londyn |
| 30 lipca 201217:45 | Pkt:Jewgienija Bielakowa 14 Zb:Nadieżda Griszajewa 8 As:trzy zawodniczki 3 | 69:57(19:18, 12:8, 18:17, 20:14) | Pkt:Érika de Souza 15 Zb:Érika de Souza 18 As:Karla Costa 4 | Basketball Arena, Londyn |

| 1 sierpnia 201217:45 | Wielka Brytania                                               | 61:67(14:16, 13:23, 18:13, 16:15) | Rosja                                                            | Basketball Arena, Londyn |
| 1 sierpnia 201217:45 | Pkt:Natalie Stafford 18 Zb:Julie Page 7 As:Collins, Leedham 3 | 61:67(14:16, 13:23, 18:13, 16:15) | Pkt:Jewgienija Bielakowa 12 Zb:Irina Osipowa 9 As:Becky Hammon 6 | Basketball Arena, Londyn |

| 3 sierpnia 201212:15 | Rosja                                                            | 66:70(15:21, 15:11, 18:22, 18:16) | Australia                                                                          | Basketball Arena, Londyn |
| 3 sierpnia 201212:15 | Pkt:Irina Osipowa 15 Zb:Irina Osipowa 9 As:Jelena Daniłoczkina 4 | 66:70(15:21, 15:11, 18:22, 18:16) | Pkt:Elizabeth Cambage 17 Zb:Elizabeth Cambage 10 As:Jenna O’Hea, Kristi Harrower 5 | Basketball Arena, Londyn |

| 5 sierpnia 201210:00 | Francja                                                                         | 65:54(10:15, 15:6, 30:13, 10:20) | Rosja                                                                                                | Basketball Arena, Londyn |
| 5 sierpnia 201210:00 | Pkt:Celine Dumerc 12 Zb:Celine Dumerc 3 As:Isabelle Yacoubou, Clemence Beikes 7 | 65:54(10:15, 15:6, 30:13, 10:20) | Pkt:Jewgienija Beljakowa 14 Zb:Jelena Daniłoczkina, Irina Osipowa 3 As:Becky Hammon, Irina Osipowa 5 | Basketball Arena, Londyn |

Ćwierćfinał
| 7 sierpnia 201221:00 | Turcja                                                     | 63:66(16:23, 12:11, 23:17, 12:15) | Rosja                                                     | The O2 Arena, Londyn |
| 7 sierpnia 201221:00 | Pkt:Nevriye Yilmaz 22 Zb:Isil Alben 6 As:Birsel Vardarli 6 | 63:66(16:23, 12:11, 23:17, 12:15) | Pkt:Becky Hammon 19 Zb:Anna Petrakowa 7 As:Becky Hammon 5 | The O2 Arena, Londyn |

Półfinał
| 9 sierpnia 201221:00 | Rosja                                                                         | 64:81(15:24, 16:14, 20:21, 13:22) | Francja                                                               | The O2 Arena, Londyn |
| 9 sierpnia 201221:00 | Pkt:Jelena Daniłoczkina, Becky Hammon 13 Zb:Natalia Wieru 8 As:Becky Hammon 5 | 64:81(15:24, 16:14, 20:21, 13:22) | Pkt:Edwige Lawson-Wade 18 Zb:Sandrine Gruda 8 As:Edwige Lawson-Wade 5 | The O2 Arena, Londyn |

Mecz o 3. miejsce
| 11 sierpnia 201217:00 | Australia                                                   | 83:74(17:16, 21:14, 19:13, 26:31) | Rosja                                                        | The O2 Arena, Londyn |
| 11 sierpnia 201217:00 | Pkt:Lauren Jackson 25 Zb:Lauren Jackson 11 As:Jenna O’Hea 5 | 83:74(17:16, 21:14, 19:13, 26:31) | Pkt:Becky Hammon 19 Zb:Natalja Wodopjanowa As:Becky Hammon 4 | The O2 Arena, Londyn |

Skład
| Nr | Imię i nazwisko       | Data urodzenia (wiek) | Wzrost (cm) | Klub                         | Pozycja |
| -- | --------------------- | --------------------- | ----------- | ---------------------------- | ------- |
| 4  | Olga Artieszina       | 27.11.1982 (29)       | 188         | UMMC Jekaterynburg           | F       |
| 5  | Jewgienija Bieljakowa | 27.06.1986 (26)       | 182         | Czewakata Wołogda            | F       |
| 6  | Natalija Wodopjanowa  | 4.06.1981 (31)        | 190         | WBC Dynamo Kursk             | F       |
| 7  | Marina Kuzina         | 19.07.1985 (27)       | 195         | Dinamo Moskwa                | C       |
| 8  | Jelena Daniłoczkina   | 27.01.1986 (26)       | 183         | Czewakata Wołogda            | G       |
| 9  | Becky Hammon          | 11.07.1977 (35)       | 175         | Spartak Moskwa               | G       |
| 10 | Ilona Korstin         | 30.05.1980 (32)       | 182         | Spartak Moskwa               | G       |
| 11 | Natalija Wieru        | 25.07.1989 (23)       | 198         | Spartak Moskwa               | C       |
| 12 | Irina Osipowa         | 25.06.1981 (31)       | 196         | Istanbul University          | C       |
| 13 | Anna Pietrakowa       | 2.12.1984 (27)        | 189         | WBC Dynamo Kursk             | F       |
| 14 | Natalija Żedik        | 11.07.1988 (24)       | 182         | WBC Spartak Sankt Petersburg | F       |
| 15 | Nadieżda Griszajewa   | 2.07.1989 (23)        | 195         | ASPTT Arras                  | C       |

Trener:  Boris Sokołowski

### Lekkoatletyka
Mężczyźni
| Zawodnik                                                           | Konkurencja           | Eliminacje | Eliminacje | Półfinał | Półfinał | Finał   | Finał   |
| Zawodnik                                                           | Konkurencja           | Wynik      | Miejsce    | Wynik    | Miejsce  | Wynik   | Miejsce |
| ------------------------------------------------------------------ | --------------------- | ---------- | ---------- | -------- | -------- | ------- | ------- |
| Grigorij Andriejew                                                 | maraton               | —          | —          | —        | —        | 2:18.20 | 37.     |
| Siergiej Bakulin                                                   | chód na 50 km         | —          | —          | —        | —        | 3:38.55 | 6.      |
| Walerij Borczin                                                    | chód na 20 km         | —          | —          | —        | —        | DNF     | DNF     |
| Jurij Borzakowski                                                  | 800 m                 | 1:46.29    | 5.         | 1:45.09  | 5.       | NQ      | NQ      |
| Nikołaj Czawkin                                                    | 3000 m z przeszkodami | 8:29.72    | 5.         | —        | —        | NQ      | NQ      |
| Aleksiej Dremin                                                    | 110 m przez płotki    | 13.75      | 7.         | NQ       | NQ       | NQ      | NQ      |
| Maksim Dyłdin                                                      | 400 m                 | 45.52      | 3.         | 45.39    | 5.       | NQ      | NQ      |
| Igor Jerochin                                                      | chód na 50 km         | —          | —          | —        | —        | 3:37.54 | 5.      |
| Władimir Kanajkin                                                  | chód na 20 km         | —          | —          | —        | —        | DSQ     | DSQ     |
| Siergiej Kirdiapkin                                                | chód na 50 km         | —          | —          | —        | —        | 3:35.59 | złoto   |
| Andriej Kriwow                                                     | chód na 20 km         | —          | —          | —        | —        | 1:24.17 | 37.     |
| Jegor Nikołajew                                                    | 1500 m                | 3:38.92    | 11.        | 3:37.28  | 10.      | NQ      | NQ      |
| Aleksiej Reunkow                                                   | maraton               | —          | —          | —        | —        | 2:13:49 | 14.     |
| Dmitrij Safronow                                                   | maraton               | —          | —          | —        | —        | 2:16:04 | 23.     |
| Wiaczesław Sakajew                                                 | 400 m przez płotki    | 50.36      | 7.         | NQ       | NQ       | NQ      | NQ      |
| Konstantin Szabanow                                                | 110 m przez płotki    | 13.63      | 3.         | 13.65    | 8.       | NQ      | NQ      |
| Siergiej Szubienkow                                                | 110 m przez płotki    | 13.26      | 1.         | 13.41    | 6.       | NQ      | NQ      |
| Pawieł Trienichin                                                  | 400 m                 | 45.00      | 3.         | 45.35    | 7.       | NQ      | NQ      |
| Iwan Tuchtaczew                                                    | 800 m                 | 1:49.77    | 6.         | NQ       | NQ       | NQ      | NQ      |
| Dienis Aleksiejew Maksim Dyłdin Władimir Krasnow Pawieł Trienichin | sztafeta 4 × 400 m    | 3:02.01    | 3.         | —        | —        | 3:00.09 | 5.      |

| Zawodnik              | Konkurencja    | Kwalifikacje | Kwalifikacje | Finał | Finał   |
| Zawodnik              | Konkurencja    | Wynik        | Miejsce      | Wynik | Miejsce |
| --------------------- | -------------- | ------------ | ------------ | ----- | ------- |
| Lukman Adams          | trójskok       | 16.88        | 6.           | 16.78 | 9.      |
| Kiriłł Ikonnikow      | rzut młotem    | 76.85        | 6.           | 77.86 | 5.      |
| Ilja Korotkow         | rzut oszczepem | 75.68        | 33.          | NQ    | NQ      |
| Siergiej Kuczerianu   | skok o tyczce  | 5.50         | 16.          | NQ    | NQ      |
| Jewgienij Łukjanienko | skok o tyczce  | 5.60         | 4.           | 5.75  | 5.      |
| Aleksandr Mieńkow     | skok w dal     | 8.09         | 3.           | 7.78  | 11.     |
| Siergiej Morgunow     | skok w dal     | 7.87         | 16.          | NQ    | NQ      |
| Aleksandr Pietrow     | skok w dal     | 7.89         | 15           | NQ    | NQ      |
| Bogdan Piszczalnikow  | rzut dyskiem   | 63.15        | 15.          | NQ    | NQ      |
| Aleksandr Szustow     | skok wzwyż     | 2.26         | 16.          | NQ    | NQ      |
| Maksim Sidorow        | pchnięcie kulą | 20.40        | 10.          | 20.41 | 11.     |
| Andriej Silnow        | skok wzwyż     | 2.26         | 8.           | 2.25  | 12.     |
| Dmitrij Starodubcew   | skok o tyczce  | 5.60         | 7.           | 5.75  | 4.      |
| Sosłan Cyrichow       | pchnięcie kulą | 20.17        | 13.          | NQ    | NQ      |
| Iwan Uchow            | skok wzwyż     | 2.29         | 2.           | 2.38  | złoto   |
| Aleksiej Zagorny      | rzut młotem    | 72.52        | 23.          | NQ    | NQ      |

| Zawodnik          | Konkurencje   | Konkurencje                | Wyniki  | Punkty | Miejsce |
| ----------------- | ------------- | -------------------------- | ------- | ------ | ------- |
| Ilja Szkurieniow  | dziesięciobój | bieg 100 m                 | 11.01   | 858    |         |
| Ilja Szkurieniow  | dziesięciobój | skok w dal                 | 7.25    | 874    |         |
| Ilja Szkurieniow  | dziesięciobój | pchnięcie kulą             | 12.89   | 661    |         |
| Ilja Szkurieniow  | dziesięciobój | skok wzwyż                 | 2.02    | 822    |         |
| Ilja Szkurieniow  | dziesięciobój | bieg 400 m                 | 49.81   | 823    |         |
| Ilja Szkurieniow  | dziesięciobój | bieg na 110 m przez płotki | 14.39   | 925    |         |
| Ilja Szkurieniow  | dziesięciobój | rzut dyskiem               | 43.51   | 736    |         |
| Ilja Szkurieniow  | dziesięciobój | skok o tyczce              | 5.10    | 941    |         |
| Ilja Szkurieniow  | dziesięciobój | rzut oszczepem             | 53.81   | 645    |         |
| Ilja Szkurieniow  | dziesięciobój | bieg na 1500 m             | 4:42.80 | 663    |         |
| Ilja Szkurieniow  | dziesięciobój | Finał                      |         | 7948   | 16.     |
| Siergiej Swiridow | dziesięciobój | bieg 100 m                 | 10.78   | 910    |         |
| Siergiej Swiridow | dziesięciobój | skok w dal                 | 7.45    | 922    |         |
| Siergiej Swiridow | dziesięciobój | pchnięcie kulą             | 14.42   | 754    |         |
| Siergiej Swiridow | dziesięciobój | skok wzwyż                 | 1.99    | 794    |         |
| Siergiej Swiridow | dziesięciobój | bieg na 400 m              | 48.91   | 866    |         |
| Siergiej Swiridow | dziesięciobój | bieg na 110 m przez płotki | 15.42   | 799    |         |
| Siergiej Swiridow | dziesięciobój | rzut dyskiem               | 47.43   | 817    |         |
| Siergiej Swiridow | dziesięciobój | skok o tyczce              | 4.60    | 790    |         |
| Siergiej Swiridow | dziesięciobój | rzut oszczepem             | 68.42   | 865    |         |
| Siergiej Swiridow | dziesięciobój | bieg na 1500 m             | 4:36.63 | 702    |         |
| Siergiej Swiridow | dziesięciobój | Finał                      |         | 8219   | 8.      |

Kobiety
| Zawodniczka                                                                                                  | Konkurencja           | Eliminacje | Eliminacje | Ćwierćfinał | Ćwierćfinał | Półfinał | Półfinał | Finał    | Finał   |
| Zawodniczka                                                                                                  | Konkurencja           | Wynik      | Miejsce    | Wynik       | Miejsce     | Wynik    | Miejsce  | Wynik    | Miejsce |
| --- | --------------------- | ---------- | ---------- | ----------- | ----------- | -------- | -------- | -------- | ------- |
| Natalja Antiuch                                                                                              | 400 m przez płotki    | 53.90      | 1.         | —           | —           | 53.33    | 1.       | 52.70    | złoto   |
| Jelena Arżakowa                                                                                              | 800 m                 | 2:08.39    | 2.         | —           | —           | 1:58.13  | 2.       | 1:59.21  | 6.      |
| Olga Biełkina                                                                                                | 100 m                 | BYE        | BYE        | 11.38       | 4.          | NQ       | NQ       | NQ       | NQ      |
| Jelena Czurakowa                                                                                             | 400 m przez płotki    | 55.26      | 3.         | —           | —           | 55.70    | 3.       | NQ       | NQ      |
| Irina Dawydowa                                                                                               | 400 m przez płotki    | 55.55      | 3.         | —           | —           | 55.86    | 5.       | NQ       | NQ      |
| Tatiana Dektjariewa                                                                                          | 100 m przez płotki    | 12.87      | 2.         | —           | —           | 12.75    | 4.       | NQ       | NQ      |
| Aleksandra Fiedoriwa                                                                                         | 200 m                 | 22.61      | 2.         | —           | —           | 22.65    | 3.       | NQ       | NQ      |
| Jekatierina Galicka                                                                                          | 100 m przez płotki    | 12.89      | 3.         | —           | —           | 12.90    | 5.       | NQ       | NQ      |
| Olga Gołowkina                                                                                               | 5000 m                | 15:05.26   | 5.         | —           | —           | —        | —        | 15:17.88 | 9.      |
| Jelizawieta Greczisznikowa                                                                                   | 10000 m               | —          | —          | —           | —           | —        | —        | 32:11.32 | 19.     |
| Julija Guszczina                                                                                             | 400 m                 | 51.54      | 2.         | —           | —           | 51.66    | 4.       | NQ       | NQ      |
| Olga Kaniskina                                                                                               | chód na 20 km         | —          | —          | —           | —           | —        | —        | 1:25:09  | srebro  |
| Anisia Kirdiapkina                                                                                           | chód na 20 km         | —          | —          | —           | —           | —        | —        | 1:26:26  | 5.      |
| Julija Kondakowa                                                                                             | 100 m przez płotki    | 13.10      | 4.         | —           | —           | 13.13    | 6.       | NQ       | NQ      |
| Jekatierina Kostecka                                                                                         | 1500 m                | 4:06.94    | 4.         | —           | —           | 4:05.32  | 2.       | 4:12.90  | 9.      |
| Antonina Kriwoszapka                                                                                         | 400 m                 | 50.75      | 1.         | —           | —           | 49.81    | 1.       | 50.17    | 6.      |
| Jelena Łaszmanowa                                                                                            | chód na 20 km         | —          | —          | —           | —           | —        | —        | 1:25:02  | złoto   |
| Jekatierina Martynowa                                                                                        | 1500 m                | 4:13.86    | 7.         | —           | —           | NQ       | NQ       | NQ       | NQ      |
| Albina Majorowa                                                                                              | maraton               | —          | —          | —           | —           | —        | —        | 2:25:38  | 9.      |
| Jelena Nagowitsina                                                                                           | 5000 m                | 15:02.80   | 6.         | —           | —           | —        | —        | 15:21.38 | 13.     |
| Jelena Orłowa                                                                                                | 3000 m z przeszkodami | 9:33.14    | 6.         | —           | —           | —        | —        | NQ       | NQ      |
| Tatjana Pietrowa                                                                                             | maraton               | —          | —          | —           | —           | —        | —        | 2:23:29  | brąz    |
| Jekatierina Poistogowa                                                                                       | 800 m                 | 2:01.08    | 2.         | —           | —           | 1:59.45  | 2.       | 1:57.53  | brąz    |
| Natalja Rusakowa                                                                                             | 200 m                 | 23.40      | 6.         | —           | —           | NQ       | NQ       | NQ       | NQ      |
| Gulnara Samitowa-Gałkina                                                                                     | 3000 m z przeszkodami | 9:28.76    | 5.         | —           | —           | —        | —        | DNF      | DNF     |
| Marija Sawinowa                                                                                              | 800 m                 | 2:01.56    | 1.         | —           | —           | 1:58.57  | 1.       | 1:56.19  | złoto   |
| Jelizawieta Sawlinis                                                                                         | 200 m                 | 23.23      | 5.         | —           | —           | NQ       | NQ       | NQ       | NQ      |
| Lilija Szobuchowa                                                                                            | maraton               | —          | —          | —           | —           | —        | —        | DNF      | DNF     |
| Tatjana Tomaszowa                                                                                            | 1500 m                | 4:05.10    | 2.         | —           | —           | 4:02.10  | 3.       | 4:10.90  | 4.      |
| Julija Zaripowa                                                                                              | 3000 m z przeszkodami | 9:25.68    | 5.         | —           | —           | —        | —        | 9:06.72  | złoto   |
| Olga Biełkina Aleksandra Fiedoriwa Natalja Rusakowa Jelizawieta Sawlinis                                     | sztafeta 4 × 100 m    | 43.24      | 6.         | —           | —           | —        | —        | NQ       | NQ      |
| Tatjana Firowa Julija Guszczina Anastasija Kapaczinska Antonina Kriwoszapka Natalja Nazarowa Natalja Antiuch | sztafeta 4 × 400 m    | 3:23.11    | 2.         | —           | —           | —        | —        | 3:20.23  | srebro  |

| Zawodniczka                | Konkurencja    | Kwalifikacje | Kwalifikacje | Finał | Finał   |
| Zawodniczka                | Konkurencja    | Wynik        | Miejsce      | Wynik | Miejsce |
| -------------------------- | -------------- | ------------ | ------------ | ----- | ------- |
| Marija Abakumowa           | rzut oszczepem | 63.25        | 7.           | 59.34 | 10.     |
| Anna Awdiejewa             | pchnięcie kulą | 17.47        | 25.          | NQ    | NQ      |
| Marija Biespałowa          | rzut młotem    | 73.56        | 7.           | 71.13 | 11.     |
| Anna Cziczerowa            | skok wzwyż     | 1.93         | 2.           | 2.05  | złoto   |
| Swietłana Fieofanowa       | skok o tyczce  | NM           | –            | NQ    | NQ      |
| Irina Gordiejewa           | skok wzwyż     | 1.93         | 10.          | 1.93  | 10.     |
| Jelena Isinbajewa          | skok o tyczce  | 4.55         | 1.           | 4.70  | brąz    |
| Wiera Karmiszyna-Ganiejewa | rzut dyskiem   | 59.90        | 23.          | NQ    | NQ      |
| Gulfija Chanafiejewa       | rzut młotem    | 69.43        | 16.          | NQ    | NQ      |
| Ludmiła Kołczanowa         | skok w dal     | 6.57         | 8.           | 6.76  | 6.      |
| Jewgienija Kołodko         | pchnięcie kulą | 19.31        | 3.           | 20.48 | srebro  |
| Tatjana Lebiediewa         | trójskok       | 14.30        | 8.           | 14.11 | 10.     |
| Tatjana Łysienko           | rzut młotem    | 74.43        | 4.           | 78.18 | złoto   |
| Wieronika Mosina           | trójskok       | 13.96        | 17.          | NQ    | NQ      |
| Anna Nazarowa              | skok w dal     | 6.62         | 7.           | 6.77  | 5.      |
| Darja Piszczalnikowa       | rzut dyskiem   | 65.02        | 4.           | 67.56 | DSQ     |
| Anastasija Sawczenko       | skok o tyczce  | 4.25         | 26.          | NQ    | NQ      |
| Swietłana Sajkina          | rzut dyskiem   | 60.67        | 17.          | NQ    | NQ      |
| Swietłana Szkolina         | skok wzwyż     | 1.93         | 2.           | 2.03  | brąz    |
| Jelena Sokołowa            | skok w dal     | 6.71         | 4.           | 7.07  | srebro  |
| Irina Tarasowa             | pchnięcie kulą | 18.76        | 7.           | 19.00 | 8.      |
| Wiktorija Walukiewicz      | trójskok       | 14.19        | 11.          | 14.24 | 8.      |

| Zawodniczka      | Konkurencja | Konkurencja                | Wyniki  | Punkty | Miejsce |
| ---------------- | ----------- | -------------------------- | ------- | ------ | ------- |
| Tatjana Czernowa | siedmiobój  | bieg na 100 m przez płotki | 13.48   | 1053   |         |
| Tatjana Czernowa | siedmiobój  | skok wzwyż                 | 1.80    | 978    |         |
| Tatjana Czernowa | siedmiobój  | pchnięcie kulą             | 14.17   | 805    |         |
| Tatjana Czernowa | siedmiobój  | bieg 200 m                 | 23.67   | 1013   |         |
| Tatjana Czernowa | siedmiobój  | skok w dal                 | 6.54    | 1020   |         |
| Tatjana Czernowa | siedmiobój  | rzut oszczepem             | 46.29   | 788    |         |
| Tatjana Czernowa | siedmiobój  | bieg na 800 m              | 2:09.56 | 971    |         |
| Tatjana Czernowa | siedmiobój  | Finał                      |         | 6628   | brąz    |
| Olga Kurban      | siedmiobój  | bieg na 100 m przez płotki | 13.56   | 1041   |         |
| Olga Kurban      | siedmiobój  | skok wzwyż                 | 1.80    | 978    |         |
| Olga Kurban      | siedmiobój  | pchnięcie kulą             | 13.71   | 775    |         |
| Olga Kurban      | siedmiobój  | bieg na 200 m              | 23.88   | 992    |         |
| Olga Kurban      | siedmiobój  | skok w dal                 | 5.83    | 798    |         |
| Olga Kurban      | siedmiobój  | rzut oszczepem             | 40.36   | 674    |         |
| Olga Kurban      | siedmiobój  | bieg na 800 m              | 2:19.8  | 826    |         |
| Olga Kurban      | siedmiobój  | Finał                      |         | 6084   | 20.     |
| Kristina Sawicka | siedmiobój  | bieg na 100 m przez płotki | 13.37   | 1069   |         |
| Kristina Sawicka | siedmiobój  | skok wzwyż                 | 1.83    | 1016   |         |
| Kristina Sawicka | siedmiobój  | pchnięcie kulą             | 14.77   | 845    |         |
| Kristina Sawicka | siedmiobój  | bieg na 200 m              | 24.46   | 937    |         |
| Kristina Sawicka | siedmiobój  | skok w dal                 | 6.21    | 915    |         |
| Kristina Sawicka | siedmiobój  | rzut oszczepem             | 43.70   | 738    |         |
| Kristina Sawicka | siedmiobój  | bieg na 800 m              | 2:12.27 | 932    |         |
| Kristina Sawicka | siedmiobój  | Finał                      |         | 6452   | 8.      |

### Łucznictwo
Kobiety
| Zawodniczka                                           | Konkurencja   | Runda rankingowa | Runda rankingowa | 1/32                | 1/16                | 1/8                       | Ćwierćfinał                         | Półfinał            | Finał               | Finał   |
| Zawodniczka                                           | Konkurencja   | Punkty           | Rozstawienie     | Przeciwniczka Wynik | Przeciwniczka Wynik | Przeciwniczka Wynik       | Przeciwniczka Wynik                 | Przeciwniczka Wynik | Przeciwniczka Wynik | Pozycja |
| ----------------------------------------------------- | ------------- | ---------------- | ---------------- | ------------------- | ------------------- | ------------------------- | ----------------------------------- | ------------------- | ------------------- | ------- |
| Ksienija Pierowa                                      | indywidualnie | 659              | 9.               | Kamel W 6-0         | Valeeva W 6-2       | Rochmawati W 6-5          | Ki BB P 4-6                         | NQ                  | NQ                  | NQ      |
| Inna Stiepanowa                                       | indywidualnie | 653              | 17.              | Cabral W 7-1        | Hayakawa P 3-7      | NQ                        | NQ                                  | NQ                  | NQ                  | NQ      |
| Kristina Timofiejewa                                  | indywidualnie | 650              | 23.              | Folkard P 4-6       | NQ                  | NQ                        | NQ                                  | NQ                  | NQ                  | NQ      |
| Ksienija Pierowa Inna Stiepanowa Kristina Timofiejewa | drużynowo     | 1962             | 6.               | —                   | —                   | Wielka Brytania W 215-208 | Chińskie Tajpej W 216 (28)-216 (26) | Chiny P 207-208     | Japonia P 207-209   | 4.      |

### Pięciobój nowoczesny
| Zawodniczka              | Konkurencja | Szermierka | Szermierka | Szermierka | Pływanie | Pływanie | Pływanie | Jazda konna | Jazda konna | Jazda konna | Kombinacja: strzelanie/bieg przełajowy | Kombinacja: strzelanie/bieg przełajowy | Kombinacja: strzelanie/bieg przełajowy | Suma punktów | Pozycja |
| Zawodniczka              | Konkurencja | Wynik      | M.         | Punkty     | Czas     | M.       | Punkty   | Kary        | M.          | Punkty      | Czas                                   | M.                                     | Punkty                                 | Suma punktów | Pozycja |
| ------------------------ | ----------- | ---------- | ---------- | ---------- | -------- | -------- | -------- | ----------- | ----------- | ----------- | -------------------------------------- | -------------------------------------- | -------------------------------------- | ------------ | ------- |
| Aleksandr Lesun          | Mężczyźni   | 25-10      | 2.         | 1000       | 2:04.29  | 14.      | 1312     | 88          | 23.         | 1112        | 11:05.83                               | 25.                                    | 2340                                   | 5764         | 4.      |
| Andriej Moisiejew        | Mężczyźni   | 22-13      | 5.         | 928        | 2:02.71  | =10.     | 1328     | 60          | 13.         | 1140        | 11:05.28                               | 24.                                    | 2340                                   | 5736         | 7.      |
| Jewdokia Gretczicznikowa | Kobiety     | 22-13      | =4.        | 928        | 2:26.75  | 31.      | 1040     | 1240        | 36.         | 0           | 12:59.87                               | 30.                                    | 1884                                   | 3852         | 35.     |
| Jekatierina Churaskina   | Kobiety     | 18-17      | 16.        | 832        | 2:29.07  | 34.      | 1012     | 40          | 7.          | 1160        | 11:59.04                               | 9.                                     | 2124                                   | 5128         | 17.     |

### Piłka ręczna
Turniej kobiet
Reprezentacja Rosji w piłce ręcznej kobiet brała udział w rozgrywkach grupy A turnieju olimpijskiego, wygrywając trzy mecze, jeden remisując i ponosząc jedną porażkę. Awansowała z trzeciego miejsca do ćwierćfinału, gdzie przegrała z reprezentacją Korei Południowej i odpadła z dalszych rozgrywek.
Tabela grupy
| Zespół          | M | Z | R | P | G + | G – | +/− | Pkt |
| --------------- | - | - | - | - | --- | --- | --- | --- |
| Brazylia        | 5 | 4 | 0 | 1 | 137 | 122 | +15 | 8   |
| Chorwacja       | 5 | 4 | 0 | 1 | 145 | 115 | +30 | 8   |
| Rosja           | 5 | 3 | 1 | 1 | 151 | 125 | +26 | 7   |
| Czarnogóra      | 5 | 2 | 1 | 2 | 137 | 123 | +14 | 5   |
| Angola          | 5 | 1 | 0 | 4 | 132 | 142 | −10 | 2   |
| Wielka Brytania | 5 | 0 | 0 | 5 | 91  | 166 | −75 | 0   |

Wyniki spotkań
Rozgrywki grupowe
| 28 lipca 201210:30 | Rosja              | 30:27(16:11) | Angola          | Copper Box, Londyn |
| 28 lipca 201210:30 | Ludmiła Postnowa 5 | 30:27(16:11) | Isabel Guialo 5 | Copper Box, Londyn |
| 28 lipca 201210:30 | 3× · 3×            | 30:27(16:11) | 4× · 3×         | Copper Box, Londyn |

| 30 lipca 201215:30 | Wielka Brytania | 16:37(8:17) | Rosja                                 | Copper Box, Londyn |
| 30 lipca 201215:30 | Lyn Byl 5       | 16:37(8:17) | Emilija Turej, Olga Czernoiwanienko 5 | Copper Box, Londyn |
| 30 lipca 201215:30 | 1× · 3×         | 16:37(8:17) | 4× · 2×                               | Copper Box, Londyn |

| 1 sierpnia 201222:15 | Rosja           | 28:30(15:15) | Chorwacja         | Copper Box, Londyn |
| 1 sierpnia 201222:15 | Emilija Turej 6 | 28:30(15:15) | Andrea Penezić 10 | Copper Box, Londyn |
| 1 sierpnia 201222:15 | 5× · 3×         | 28:30(15:15) | 6× · 3×           | Copper Box, Londyn |

| 3 sierpnia 201217:15 | Rosja           | 31:27(15:14) | Brazylia                  | Copper Box, Londyn |
| 3 sierpnia 201217:15 | Emilija Turej 7 | 31:27(15:14) | Alexandra do Nascimento 9 | Copper Box, Londyn |
| 3 sierpnia 201217:15 | 7× · 4×         | 31:27(15:14) | 2× · 2×                   | Copper Box, Londyn |

| 5 sierpnia 201215:30 | Czarnogóra           | 25:25(15:16) | Rosja              | Copper Box, Londyn |
| 5 sierpnia 201215:30 | Katarina Bulatović 7 | 25:25(15:16) | trzy zawodniczki 4 | Copper Box, Londyn |
| 5 sierpnia 201215:30 | 6× · 2×              | 25:25(15:16) | 8× · 2× · 1×       | Copper Box, Londyn |

Ćwierćfinał
| 7 sierpnia 201213:30 | Korea Południowa | 24:23(14:11) | Rosja                           | Copper Box, Londyn Sędzia: Oscar Raluy López, Ángel Sabroso |
| 7 sierpnia 201213:30 | Gwon Han-na 6    | 24:23(14:11) | Ludmiła Postnowa, Olga Lewina 5 | Copper Box, Londyn Sędzia: Oscar Raluy López, Ángel Sabroso |
| 7 sierpnia 201213:30 | 5× · 3×          | 24:23(14:11) | 2× · 4×                         | Copper Box, Londyn Sędzia: Oscar Raluy López, Ángel Sabroso |

Skład
- Trener: Jewgienij Triefiłow

| Nr    | Imię i nazwisko        | Data urodzenia (wiek)          | Wzrost (cm) | Waga (kg) | Klub                        | Pozycja      |
| ----- | ---------------------- | ------------------------------ | ----------- | --------- | --------------------------- | ------------ |
| 5 (K) | Ludmiła Postnowa       | 11 sierpnia 1984(dts) (27)     | 185         | 75        | Zwiezda Zwienigorod         | Rozgrywająca |
| 7     | Ludmiła Bodnijewa      | 15 października 1978(dts) (33) | 180         | 72        | RK Krim                     | Obrotowa     |
| 10    | Jekatierina Dawydienko | 7 marca 1989(dts) (23)         | 184         | 70        | Łada Togliatti              | Rozgrywająca |
| 11    | Olga Lewina            | 4 marca 1985(dts) (27)         | 180         | 75        | Dinamo Wołgograd            | Rozgrywająca |
| 12    | Anna Siedojkina        | 1 sierpnia 1984(dts) (27)      | 190         | 80        | Dinamo Wołgograd            | Bramkarka    |
| 15    | Natalja Szypiłowa      | 31 grudnia 1979(dts) (32)      | 184         | 83        | Łada Togliatti              | Obrotowa     |
| 16    | Marija Sidorowa        | 21 listopada 1979(dts) (32)    | 178         | 64        | Łada Togliatti              | Bramkarka    |
| 18    | Nadieżda Murawjowa     | 30 czerwca 1980(dts) (32)      | 186         | 75        | Łada Togliatti              | Rozgrywająca |
| 19    | Jekatierina Wietkowa   | 1 sierpnia 1986(dts) (25)      | 180         | 70        | C.S. Oltchim Râmnicu Vâlcea | Obrotowa     |
| 21    | Wiktorija Żylinskajte  | 6 marca 1988(dts) (24)         | 188         | 80        | Łada Togliatti              | Rozgrywająca |
| 22    | Jekaterina Marennikowa | 29 kwietnia 1982(dts) (30)     | 173         | 70        | Łada Togliatti              | Skrzydłowa   |
| 24    | Irina Bliznowa         | 6 października 1986(dts) (25)  | 183         | 73        | Łada Togliatti              | Rozgrywająca |
| 25    | Emilija Turej          | 6 października 1984(dts) (27)  | 175         | 61        | NP GK Rostów nad Donem      | Skrzydłowa   |
| 26    | Tatjana Chmyrowa       | 6 lutego 1990(dts) (22)        | 178         | 68        | Dinamo Wołgograd            | Rozgrywająca |
| 29    | Olga Czernoiwanienko   | 17 kwietnia 1989(dts) (23)     | 175         | 62        | Łada Togliatti              | Skrzydłowa   |

### Piłka wodna
Turniej kobiet
Reprezentacja Rosji w piłce wodnej kobiet brała udział w rozgrywkach grupy B turnieju olimpijskiego, wygrywając dwa mecze i jeden przegrywając. W ćwierćfinale uległa Węgrom, w meczu o miejsca 5-8 pokonała Wielką Brytanię, a w meczu o 5. miejsce przegrała z Chinami, zajmując ostatecznie 6. miejsce w turnieju.
Grupa B
| Drużyna         | M | W | R | P | G+ | G- | G=  | Pkt |
| --------------- | - | - | - | - | -- | -- | --- | --- |
| Australia       | 3 | 3 | 0 | 0 | 37 | 19 | +18 | 6   |
| Rosja           | 3 | 2 | 0 | 1 | 22 | 21 | +1  | 4   |
| Włochy          | 3 | 1 | 0 | 2 | 22 | 22 | 0   | 2   |
| Wielka Brytania | 3 | 0 | 0 | 3 | 14 | 33 | −19 | 0   |

| 30 lipca 2012 18:20 | Wielka Brytania · Winstanley-Smith 3 | 6:7(2:3) (3:2) (0:1) (1:1)Raport | Rosja · 2 Beliajewa, Prokofiewa | Water Polo Arena, Londyn Sędzia: Marie Deslieres Ni Shiwei |
|                     |                                      |                                  |                                 |                                                            |

| 1 sierpnia 2012 15:30 | Włochy · di Mario 2 | 4:7(0:1) (1:1) (1:4) (2:1)Raport | Rosja · 3 Lisunowa | Water Polo Arena, Londyn Sędzia: Sergi Sanchez German Moller |
|                       |                     |                                  |                    |                                                              |

| 3 sierpnia 2012 15:30 | Rosja · Lisunowa 3 | 8:11(4:6) (1:2) (1:0) (2:3)Raport | Australia · 2 Gynther | Water Polo Arena, Londyn Sędzia: Dragan Stampalja Marie Deslieres |
|                       |                    |                                   |                       |                                                                   |

Ćwierćfinał
| 5 sierpnia 2012 14:50 | Węgry · cztery zawodniczki 2 | 11:10(3:3) (4:2) (1:3) (3:2)Raport | Rosja · 4 Iwanowa | Water Polo Arena, Londyn Sędzia: Massimiliano Caputi Marijo Mrguljan |
|                       |                              |                                    |                   |                                                                      |

Półfinał o miejsca 5-8
| 7 sierpnia 2012 18:20 | Rosja · Prokofiewa 4 | 11:9(3:3) (1:2) (4:2) (3:2)Raport | Wielka Brytania · 3 Wilcox, Painter-Snell | Water Polo Arena, Londyn Sędzia: Denis Danelon German Moller |
|                       |                      |                                   |                                           |                                                              |

Mecz o 5. miejsce
| 9 sierpnia 2012 20:25 | Chiny · Ma H 6 | 16:15 pd.(3:3) (5:6) (3:2) (3:3) dogr.(2:1)Raport | Rosja · 4 Fiedotowa, Antonowa | Water Polo Arena, Londyn Sędzia: Brian Littlejohn Steven Rotsart |
|                       |                |                                                   |                               |                                                                  |

Skład
- Trener: Aleksander Klejmienow

| Nr | Imię i nazwisko         | Poz. | Wzrost (cm) | Masa (kg) | Data urodzenia           | Klub               |
| -- | ----------------------- | ---- | ----------- | --------- | ------------------------ | ------------------ |
| 1  | Marija Kowtunowska      | GK   | 165         | 61        | 19 grudnia 1988(dts)     | Kinef Kiriszi      |
| 2  | Diana Antonowa          | D    | 168         | 50        | 17 stycznia 1993(dts)    | Skif-SzMSV         |
| 3  | Aleksandra Antonowa     | D    | 170         | 55        | 22 grudnia 1991(dts)     | Skif-SzMSV         |
| 4  | Olga Gorbunowa          | CB   | 167         | 50        | 27 sierpnia 1993(dts)    | Urałoczka Złatoust |
| 5  | Jewgienija Iwanowa      | D    | 165         | 55        | 26 lipca 1987(dts)       | Szturm 2002        |
| 6  | Jekatierina Tankiejewa  | CF   | 168         | 65        | 28 czerwca 1989(dts)     | Szturm 2002        |
| 7  | Jekatierina Lisunowa    | D    | 174         | 62        | 6 października 1989(dts) | Kinef Kiriszi      |
| 8  | Nadieżda Fiedotowa      | D    | 170         | 65        | 20 sierpnia 1988(dts)    | Kinef Kiriszi      |
| 9  | Jekatierina Prokofiewa  | D    | 166         | 63        | 13 marca 1991(dts)       | Kinef Kiriszi      |
| 10 | Olga Bieliajewa         | CF   | 173         | 64        | 18 marca 1985(dts)       | Kinef Kiriszi      |
| 11 | Jewgienija Chochriakowa | CB   | 178         | 70        | 26 sierpnia 1988(dts)    | Kinef Kiriszi      |
| 12 | Sofia Konuch            | CF   | 173         | 61        | 9 marca 1980(dts)        | Kinef Kiriszi      |
| 13 | Anna Karnauch           | GK   | 170         | 55        | 31 sierpnia 1993(dts)    | Kinef Kiriszi      |

### Pływanie
Mężczyźni
| Zawodnik                                                                                            | Konkurencja        | Eliminacje | Eliminacje | Półfinał | Półfinał | Finał     | Finał   |
| Zawodnik                                                                                            | Konkurencja        | Czas       | Miejsce    | Czas     | Miejsce  | Czas      | Miejsce |
| --------------------------------------------------------------------------------------------------- | ------------------ | ---------- | ---------- | -------- | -------- | --------- | ------- |
| Anton Anczin                                                                                        | 200 m grzbietowym  | 1:59.49    | 23.        | NQ       | NQ       | NQ        | NQ      |
| Siergiej Bolszakow                                                                                  | 10 km              | —          | —          | —        | —        | 1:50:40.1 | 6.      |
| Jegor Degtiariew                                                                                    | 400 m dowolnym     | 3:52.33    | 19.        | —        | —        | NQ        | NQ      |
| Władimir Diatczin                                                                                   | 10 km              | —          | —          | —        | —        | 1:50:42.8 | 7.      |
| Siergiej Fiesikow                                                                                   | 50 m dowolnym      | 22.42      | 21.        | NQ       | NQ       | NQ        | NQ      |
| Andriej Grieczin                                                                                    | 50 m dowolnym      | 22.09      | 7.         | 21.98    | 10.      | NQ        | NQ      |
| Daniła Izotow                                                                                       | 100 m dowolnym     | DNS        | DNS        | NQ       | NQ       | NQ        | NQ      |
| Daniła Izotow                                                                                       | 200 m dowolnym     | 1:46.61    | 4.         | 1:46.65  | 6.       | 1:47.75   | 8.      |
| Jewgienij Korotyszkin                                                                               | 100 m motylkowym   | 51.84      | 3.         | 51.85    | 8.       | 51.44     | srebro  |
| Nikita Łobincew                                                                                     | 100 m dowolnym     | 48.60      | 8.         | 48.38    | 8.       | 48.44     | 8.      |
| Artiom Łobuzow                                                                                      | 200 m dowolnym     | 1:47.91    | 15.        | 1:48.26  | 16.      | NQ        | NQ      |
| Władimir Morozow                                                                                    | 100 m grzbietowym  | 54.01      | 10.        | DNS      | DNS      | NQ        | NQ      |
| Wiaczesław Sińkiewicz                                                                               | 200 m klasycznym   | 2:10.48    | 9.         | 2:09.90  | 10.      | NQ        | NQ      |
| Nikołaj Skworcow                                                                                    | 100 m motylkowym   | 52.12      | 12.        | 52.03    | 10.      | NQ        | NQ      |
| Nikołaj Skworcow                                                                                    | 200 m motylkowym   | 1:56.76    | 15.        | 1:56.53  | 14.      | NQ        | NQ      |
| Roman Słudnow                                                                                       | 100 m klasycznym   | 1:01.47    | 27.        | NQ       | NQ       | NQ        | NQ      |
| Aleksandr Tichonow                                                                                  | 200 m zmiennym     | 2:01.00    | 24.        | NQ       | NQ       | NQ        | NQ      |
| Aleksandr Tichonow                                                                                  | 400 m zmiennym     | 4:18.12    | 21.        | —        | —        | NQ        | NQ      |
| Arkadij Wiatczanin                                                                                  | 100 m grzbietowym  | 54.01      | 10.        | 53.79    | 9.       | NQ        | NQ      |
| Arkadij Wiatczanin                                                                                  | 200 m grzbietowym  | 1:58.69    | 17.        | NQ       | NQ       | NQ        | NQ      |
| Siergiej Fiesikow Andriej Grieczin Daniła Izotow Jewgienij Łagunow Nikita Łobincew Władimir Morozow | 4 × 100 m dowolnym | 3:12.77    | 3.         | —        | —        | 3:11.41   | brąz    |
| Jewgienij Łagunow Artiom Łobuzow Michaił Poliszczuk Aleksandr Suchorukow                            | 4 × 200 m dowolnym | 7:11.86    | 10.        | —        | —        | NQ        | NQ      |
| Andriej Grieczin Władimir Morozow Wiaczesław Sińkiewicz Nikołaj Skworcow                            | 4 × 100 m zmiennym | 3:34.94    | 12.        | —        | —        | NQ        | NQ      |

Kobiety
| Zawodniczka                                                                       | Konkurencja        | Eliminacje | Eliminacje | Półfinał | Półfinał | Finał     | Finał   |
| Zawodniczka                                                                       | Konkurencja        | Czas       | Miejsce    | Czas     | Miejsce  | Czas      | Miejsce |
| --------------------------------------------------------------------------------- | ------------------ | ---------- | ---------- | -------- | -------- | --------- | ------- |
| Jekatierina Andrejewa                                                             | 200 m zmiennym     | 2:17.84    | 34.        | NQ       | NQ       | NQ        | NQ      |
| Irina Biespałowa                                                                  | 100 m motylkowym   | 58.79      | 19.        | NQ       | NQ       | NQ        | NQ      |
| Anastasija Czaun                                                                  | 200 m klasycznym   | 2:25.39    | 5.         | 2:26.08  | 12.      | NQ        | NQ      |
| Darja Diejewa                                                                     | 100 m klasycznym   | 1:08.44    | 23.        | NQ       | NQ       | NQ        | NQ      |
| Anna Gusiewa                                                                      | 10 km              | —          | —          | —        | —        | 1:58:53.0 | 10.     |
| Jana Martynowa                                                                    | 400 m zmiennym     | 4:45.94    | 24.        | —        | —        | NQ        | NQ      |
| Wieronika Popowa                                                                  | 100 m dowolnym     | 54.66      | 17.        | NQ       | NQ       | NQ        | NQ      |
| Wieronika Popowa                                                                  | 200 m dowolnym     | 1:57.79    | 4.         | 1:56.84  | 5.       | 1:57.25   | 6.      |
| Jelena Sokołowa                                                                   | 400m dowolnym      | 4:12.19    | 25.        | —        | —        | NQ        | NQ      |
| Jelena Sokołowa                                                                   | 800 m dowolnym     | 8:42.73    | 26.        | —        | —        | NQ        | NQ      |
| Julija Jefimowa                                                                   | 100 m klasycznym   | 1:06.51    | 3.         | 1:06.57  | 3.       | 1:06.98   | 7.      |
| Julija Jefimowa                                                                   | 200 m klasycznym   | 2:26.83    | 14.        | 2:23.02  | 4.       | 2:20.92   | brąz    |
| Anastasija Zujewa                                                                 | 100 m grzbietowym  | 59.88      | 5.         | 59.68    | 5.       | 59.00     | 4.      |
| Anastasija Zujewa                                                                 | 200 m grzbietowym  | 2:09.36    | 8.         | 2:07.88  | 4.       | 2:05.92   | srebro  |
| Wiktorija Andrejewa Natalija Łowcowa Margarita Niestierowa Wieronika Popowa       | 4 × 100 m dowolnym | 3:39.59    | 10         | —        | —        | NQ        | NQ      |
| Marija Bakłakowa Darja Bielakina Wieronika Popowa Jelena Sokołowa                 | 4 × 200 m dowolnym | 7:56.50    | 12.        | —        | —        | NQ        | NQ      |
| Irina Biespałowa Maria Gromowa Wieronika Popowa Julija Jefimowa Anastasija Zujewa | 4 × 100 m zmiennym | 3:59.57    | 8.         | —        | —        | 3:56.03   | 4.      |

### Pływanie synchroniczne
| Zawodniczki | Konkurencja | Układ techniczny | Układ techniczny | Układ dowolny (eliminacje) | Układ dowolny (eliminacje) | Układ dowolny (eliminacje) | Układ dowolny (finał) | Układ dowolny (finał)      | Układ dowolny (finał) |
| Zawodniczki | Konkurencja | Punkty           | Miejsce          | Punkty                     | Razem (techniczny + wolny) | Miejsce                    | Punkty                | Razem (techniczny + wolny) | Miejsce               |
| --- | ----------- | ---------------- | ---------------- | -------------------------- | -------------------------- | -------------------------- | --------------------- | -------------------------- | --------------------- |
| Natalja Iszczenko Swietłana Romaszyna | Duet        | 98.200           | 1.               | 98.600                     | 196.800                    | 1.                         | 98.900                | 197.100                    | złoto                 |
| Anastasija Dawydowa Marija Gromowa Elwira Chasianowa Natalja Iszczenko Darja Korobowa Aleksandra Packiewicz Swietłana Romaszyna Ałła Szyszkina Anżelika Timanina | Drużyny     | 98.100           | 1.               | —                          | —                          | —                          | 98.930                | 197.030                    | złoto                 |

### Podnoszenie ciężarów
Mężczyźni
| Zawodnik            | Konkurencja  | Rwanie | Rwanie  | Podrzut | Podrzut | Razem | Pozycja |
| Zawodnik            | Konkurencja  | Wynik  | Pozycja | Wynik   | Pozycja | Razem | Pozycja |
| ------------------- | ------------ | ------ | ------- | ------- | ------- | ----- | ------- |
| Apti Auchadow       | do 85 kg     | 175    | 2.      | 210     | 2.      | 385   | srebro  |
| Aleksandr Iwanow    | do 94 kg     | 185    | 1.      | 224     | 4.      | 409   | srebro  |
| Andriej Diemanow    | do 94 kg     | 182    | 5.      | 225     | 3.      | 407   | 4.      |
| Chadżimurat Akkajew | do 105 kg    | DNS    | DNS     | DNS     | DNS     | DNS   | DNS     |
| Dmitrij Kłokow      | do 105 kg    | DNS    | DNS     | DNS     | DNS     | DNS   | DNS     |
| Rusłan Ałbiegow     | ponad 105 kg | 208    | 1.      | 240     | 4.      | 448   | brąz    |

Kobiety
| Zawodniczka           | Konkurencja | Rwanie | Rwanie  | Podrzut | Podrzut | Razem | Pozycja |
| Zawodniczka           | Konkurencja | Wynik  | Pozycja | Wynik   | Pozycja | Razem | Pozycja |
| --------------------- | ----------- | ------ | ------- | ------- | ------- | ----- | ------- |
| Swietłana Carukajewa  | do 63 kg    | 112    | 1.      | 125     | 4.      | 237   | srebro  |
| Nadieżda Jewstiuchina | do 75 kg    | 125    | DNF     | –       | –       | –     | DNF     |
| Natalja Zabołotna     | do 75 kg    | 131    | 1.      | 160     | 2.      | 291   | srebro  |
| Tatjana Kaszyrina     | ponad 75 kg | 151    | 1.      | 181     | 2.      | 332   | srebro  |

### Siatkówka

#### Siatkówka halowa
Turniej mężczyzn
Reprezentacja Rosji w piłce siatkowej mężczyzn brała udział w rozgrywkach grupy B turnieju olimpijskiego, zwyciężając 4 mecze i jeden przegrywając. W ćwierćfinale pokonała ona reprezentację Polski, w półfinale Bułgarię, a w finale Brazylię, zdobywając złote medale olimpijskie.
Tabela grupy
| Lp. | Drużyna           | Pkt | Mecze | Mecze | Mecze | Sety | Sety | Sety  | Małe punkty | Małe punkty | Małe punkty |
| Lp. | Drużyna           | Pkt | M     | W     | P     | wyg. | prz. | ratio | zdob.       | str.        | ratio       |
| --- | ----------------- | --- | ----- | ----- | ----- | ---- | ---- | ----- | ----------- | ----------- | ----------- |
| 1   | Stany Zjednoczone | 13  | 5     | 4 (0) | 1 (1) | 14   | 4    | 3.500 | 427         | 370         | 1.154       |
| 2   | Brazylia          | 11  | 5     | 4 (1) | 1 (0) | 13   | 5    | 2.600 | 418         | 379         | 1.103       |
| 3   | Rosja             | 11  | 5     | 4 (1) | 1 (0) | 12   | 5    | 2.400 | 408         | 352         | 1.159       |
| 4   | Niemcy            | 5   | 5     | 2 (1) | 3 (0) | 6    | 11   | 0.545 | 379         | 388         | 0.977       |
| 5   | Serbia            | 5   | 5     | 1 (0) | 4 (2) | 7    | 13   | 0.538 | 413         | 455         | 0.908       |
| 6   | Tunezja           | 0   | 5     | 0 (0) | 5 (0) | 1    | 15   | 0.067 | 294         | 395         | 0.744       |

Źródło: fivb.org
Punktacja: 3:0 i 3:1 – 3 pkt; 3:2 – 2 pkt; 2:3 – 1 pkt; 1:3 i 0:3 – 0 pkt
Zasady ustalania kolejności: 1. liczba punktów; 2. liczba zwycięstw; 3. stosunek setów; 4. stosunek małych punktów; 5. bilans w bezpośrednich meczach
Wyniki spotkań
Faza grupowa
| Data         | Godzina | Drużyna 1 | Wynik | Drużyna 2         | Set 1 | Set 2 | Set 3 | Set 4 | Set 5 | Widzów | Raport |
| ------------ | ------- | --------- | ----- | ----------------- | ----- | ----- | ----- | ----- | ----- | ------ | ------ |
| Faza grupowa |         |           |       |                   |       |       |       |       |       |        |        |
| 29.07        | 11:30   | Rosja     | 3:0   | Niemcy            | 31:29 | 25:18 | 25:17 | --:-- | --:-- | 12.500 |        |
| 31.07        | 22:00   | Brazylia  | 3:0   | Rosja             | 25:21 | 25:23 | 25:21 | --:-- | --:-- | 14.800 |        |
| 02.08        | 14:45   | Rosja     | 3:0   | Tunezja           | 25:21 | 25:15 | 25:23 | --:-- | --:-- | 13.000 |        |
| 04.08        | 17:10   | Rosja     | 3:2   | Stany Zjednoczone | 27:29 | 19:25 | 26:24 | 25:16 | 15:8  | 13.650 |        |
| 06.08        | 11:55   | Rosja     | 3:0   | Serbia            | 25:15 | 25:20 | 25:17 | --:-- | --:-- | 12.000 |        |
| Ćwierćfinał  |         |           |       |                   |       |       |       |       |       |        |        |
| 08.08        | 19:30   | Rosja     | 3:0   | Polska            | 25:17 | 25:23 | 25:21 | --:-- | --:-- | 14.000 |        |
| Półfinał     |         |           |       |                   |       |       |       |       |       |        |        |
| 10.08        | 15:00   | Rosja     | 3:1   | Bułgaria          | 25:21 | 25:15 | 23:25 | 25:23 | --:-- | 13.500 |        |
| Finał        |         |           |       |                   |       |       |       |       |       |        |        |
| 12.08        | 13:00   | Rosja     | 3:2   | Brazylia          | 25:19 | 25:20 | 29:27 | 25:22 | 15:9  | 14.500 |        |

Skład:
| Nr | Imię i nazwisko     | Data urodzenia (wiek) | Wzrost (cm) | Klub                  | Pozycja |
| -- | ------------------- | --------------------- | ----------- | --------------------- | ------- |
| 3  | Nikołaj Apalikow    | 26.08.1982 (29)       | 203         | Zenit Kazań           | Ś       |
| 4  | Taras Chtiej (K)    | 22.05.1982 (30)       | 205         | Lokomotiw Biełgorod   | P       |
| 5  | Siergiej Grankin    | 21.01.1985 (27)       | 195         | Dinamo Moskwa         | R       |
| 8  | Siergiej Tietiuchin | 23.07.1975 (37)       | 197         | Lokomotiw Biełgorod   | P       |
| 9  | Aleksandr Sokołow   | 05.03.1982 (30)       | 193         | Fakieł Nowy Urengoj   | P       |
| 10 | Jurij Bierieżko     | 27.01.1984 (28)       | 198         | Zenit Kazań           | P       |
| 12 | Aleksandr But´ko    | 18.03.1986 (26)       | 198         | Lokomotiw Nowosybirsk | R       |
| 13 | Dmitrij Muserski    | 29.10.1988 (23)       | 218         | Lokomotiw Biełgorod   | Ś       |
| 15 | Dmitrij Iljinych    | 31.01.1987 (25)       | 201         | Lokomotiw Biełgorod   | P       |
| 17 | Maksim Michajłow    | 19.03.1988 (24)       | 203         | Zenit Kazań           | A       |
| 18 | Aleksandr Wołkow    | 14.02.1985 (27)       | 210         | Zenit Kazań           | Ś       |
| 20 | Aleksiej Obmoczajew | 22.05.1989 (23)       | 189         | Zenit Kazań           | L       |

Trener: Władimir Alekno
Turniej kobiet
Reprezentacja Rosji w piłce siatkowej kobiet brała udział w rozgrywkach grupy A turnieju olimpijskiego, wygrywając wszystkie 5 spotkań. W ćwierćfinale uległa ona reprezentacji Brazylii, odpadając z dalszych rozgrywek.
Tabela grupy
| Lp. | Drużyna         | Pkt | Mecze | Mecze | Mecze | Sety | Sety | Sety  | Małe punkty | Małe punkty | Małe punkty |
| Lp. | Drużyna         | Pkt | M     | W     | P     | wyg. | prz. | ratio | zdob.       | str.        | ratio       |
| --- | --------------- | --- | ----- | ----- | ----- | ---- | ---- | ----- | ----------- | ----------- | ----------- |
| 1   | Rosja           | 14  | 5     | 5 (1) | 0 (0) | 15   | 4    | 3.750 | 459         | 352         | 1.304       |
| 2   | Włochy          | 13  | 5     | 4 (0) | 1 (1) | 14   | 5    | 2.800 | 444         | 368         | 1.207       |
| 3   | Japonia         | 9   | 5     | 3 (0) | 2 (0) | 11   | 6    | 1.833 | 401         | 335         | 1.197       |
| 4   | Dominikana      | 6   | 5     | 2 (0) | 3 (0) | 8    | 9    | 0.889 | 374         | 362         | 1.033       |
| 5   | Wielka Brytania | 2   | 5     | 1 (1) | 4 (0) | 3    | 14   | 0.214 | 295         | 398         | 0.741       |
| 6   | Algieria        | 1   | 5     | 0 (0) | 5 (1) | 3    | 15   | 0.200 | 252         | 410         | 0.615       |

Źródło: fivb.org
Punktacja: 3:0 i 3:1 – 3 pkt; 3:2 – 2 pkt; 2:3 – 1 pkt; 1:3 i 0:3 – 0 pkt
Zasady ustalania kolejności: 1. liczba punktów; 2. liczba zwycięstw; 3. stosunek setów; 4. stosunek małych punktów; 5. bilans w bezpośrednich meczach
Wyniki spotkań
Faza grupowa
| Data         | Godzina | Drużyna 1 | Wynik | Drużyna 2       | Set 1 | Set 2 | Set 3 | Set 4 | Set 5 | Widzów | Raport |
| ------------ | ------- | --------- | ----- | --------------- | ----- | ----- | ----- | ----- | ----- | ------ | ------ |
| Faza grupowa |         |           |       |                 |       |       |       |       |       |        |        |
| 28.07        | 14:45   | Rosja     | 3:0   | Wielka Brytania | 25:19 | 25:10 | 25:16 | --:-- | --:-- | 15.000 |        |
| 30.07        | 14:45   | Rosja     | 3:1   | Dominikana      | 25:23 | 25:15 | 24:26 | 25:22 | --:-- | 14.800 |        |
| 01.08        | 11:30   | Rosja     | 3:0   | Algieria        | 25:7  | 25:14 | 25:15 | --:-- | --:-- | 9.000  |        |
| 03.08        | 11:30   | Rosja     | 3:1   | Japonia         | 27:25 | 25:17 | 20:25 | 25:19 | --:-- | 10.000 |        |
| 05.08        | 16:45   | Rosja     | 3:2   | Włochy          | 26:28 | 25:19 | 22:25 | 25:16 | 15:11 | 10.000 |        |
| Ćwierćfinał  |         |           |       |                 |       |       |       |       |       |        |        |
| 07.08        | 15:00   | Brazylia  | 3:2   | Rosja           | 24:26 | 25:22 | 19:25 | 25:22 | 21:19 | 11.500 |        |

Skład:
| Nr | Imię i nazwisko       | Data urodzenia (wiek) | Wzrost (cm) | Klub                    | Pozycja |
| -- | --------------------- | --------------------- | ----------- | ----------------------- | ------- |
| 1  | Marija Borisienko (K) | 08.03.1986 (26)       | 190         | Dinamo Kazań            | Ś       |
| 3  | Marija Pieriepiołkina | 09.03.1984 (28)       | 187         | Dinamo Moskwa           | Ś       |
| 4  | Jewgienija Estes      | 17.07.1975 (37)       | 191         | Urałoczka Jekaterynburg | P       |
| 5  | Lubow Szaszkowa       | 04.12.1977 (34)       | 190         | Fenerbahçe SK           | P       |
| 6  | Anna Matijenko        | 12.07.1981 (31)       | 182         | Dinamo Moskwa           | R       |
| 7  | Swietłana Kriuczkowa  | 21.02.1985 (27)       | 174         | Dinamo Krasnodar        | L       |
| 8  | Natalja Obmoczajewa   | 01.06.1989 (23)       | 196         | Dinamo Moskwa           | P       |
| 11 | Jekatierina Gamowa    | 17.10.1980 (31)       | 202         | Dinamo Kazań            | A       |
| 13 | Jewgienija Starcewa   | 12.02.1989 (23)       | 185         | Dinamo Kazań            | R       |
| 14 | Jekatierina Ułanowa   | 05.08.1986 (25)       | 173         | Dinamo Kazań            | L       |
| 15 | Tatjana Koszelewa     | 23.12.1988 (23)       | 191         | Dinamo Kazań            | P       |
| 16 | Julija Mierkułowa     | 17.02.1984 (28)       | 202         | Dinamo Krasnodar        | Ś       |

Trener: Siergiej Owczinnikow

#### Siatkówka plażowa
| Zawodnicy                                | Konkurencja | Faza grupowa                                  | Faza grupowa                                              | Faza grupowa                            | Pozycja | 1/8                                                | Ćwierćfinały      | Półfinały         | Finał/O 3. miejsce | Finał/O 3. miejsce |
| Zawodnicy                                | Konkurencja | Przeciwnicy Wynik                             | Przeciwnicy Wynik                                         | Przeciwnicy Wynik                       | Pozycja | Przeciwnicy Wynik                                  | Przeciwnicy Wynik | Przeciwnicy Wynik | Przeciwnicy Wynik  | Pozycja            |
| ---------------------------------------- | ----------- | --------------------------------------------- | --------------------------------------------------------- | --------------------------------------- | ------- | -------------------------------------------------- | ----------------- | ----------------- | ------------------ | ------------------ |
| Siergiej Prokopiew Konstantin Siemienow  | Mężczyźni   | Brink/Reckermann P 0-2 (19-21, 17-21)         | Chevallier/Heyer P 1-2 (26-28, 21-18, 13-15)              | Wu P/Xu L W 2-1 (29-27, 17-21, 15-12)   | 3.      | Gibb/Rosenthal P 0-2 (14-21, 20-22)                | NQ                | NQ                | NQ                 | NQ                 |
| Jekatierina Chomiakowa Jewgienia Ukołowa | Kobiety     | Cicolari/Manegatti P 1-2 (21-17, 18-21, 8-15) | Lessard/Martin W 2-1 (21-18, 28-30, 15-13)                | Dampney/Mullin W 2-0 (25-23, 21-13)     | 2.      | Xue C/Zhang X P 0-2 (12-21, 11-21)                 | NQ                | NQ                | NQ                 | NQ                 |
| Anastasija Wasina Anna Wozakowa          | Kobiety     | Xue C/Zhang X W 2-1 (18-21, 21-14, 16-14)     | Wasiliki Arwaniti/Tsiartsiani P 1-2 (21-18, 13-21, 12-15) | Kuhn/Zumkehr W 2-1 (21-17, 19-21, 15-9) | 1.      | D Schwaiger/S Schwaiger P 1-2 (17-21, 21-16, 9-15) | NQ                | NQ                | NQ                 | NQ                 |

### Skoki do wody
Mężczyźni
| Zawodnik                          | Konkurencja                   | Preeliminacje | Preeliminacje | Półfinał | Półfinał | Finał  | Finał   |
| Zawodnik                          | Konkurencja                   | Punkty        | Miejsce       | Punkty   | Miejsce  | Punkty | Miejsce |
| --------------------------------- | ----------------------------- | ------------- | ------------- | -------- | -------- | ------ | ------- |
| Jewgienij Kuzniecow               | trampolina 3 m indywidualnie  | 440.95        | 16.           | 437.70   | 14.      | NQ     | NQ      |
| Ilja Zacharow                     | trampolina 3 m indywidualnie  | 507.65        | 1.            | 505.60   | 2.       | 555.90 | złoto   |
| Gleb Gałperin                     | wieża 10 m indywidualnie      | 445.60        | 16.           | 453.80   | 16.      | NQ     | NQ      |
| Wiktor Minibajew                  | wieża 10 m indywidualnie      | 449.05        | 14.           | 514.15   | 6.       | 527.80 | 4.      |
| Jewgienij Kuzniecow Ilja Zacharow | trampolina 3 m synchronicznie | —             | —             | —        | —        | 459.63 | srebro  |
| Wiktor Minibajew Ilja Zacharow    | wieża 10 m synchronicznie     | —             | —             | —        | —        | 449.88 | 6.      |

Kobiety
| Zawodniczka            | Konkurencja                  | Preeliminacje | Preeliminacje | Półfinał | Półfinał | Finał  | Finał   |
| Zawodniczka            | Konkurencja                  | Punkty        | Miejsce       | Punkty   | Miejsce  | Punkty | Miejsce |
| ---------------------- | ---------------------------- | ------------- | ------------- | -------- | -------- | ------ | ------- |
| Nadieżda Bażina        | trampolina 3 m indywidualnie | 325.00        | 6.            | 310.70   | 17.      | NQ     | NQ      |
| Anastasija Pozdniakowa | trampolina 3 m indywidualnie | 286.50        | 19.           | NQ       | NQ       | NQ     | NQ      |
| Julija Kołtunowa       | wieża 10 m indywidualnie     | 334.80        | 7.            | 351.90   | 6.       | 357.90 | 5.      |

### Strzelectwo
Mężczyźni
| Zawodnik            | Konkurencja                              | Kwalifikacje | Kwalifikacje | Finał  | Finał   |
| Zawodnik            | Konkurencja                              | Punkty       | Miejsce      | Punkty | Miejsce |
| ------------------- | ---------------------------------------- | ------------ | ------------ | ------ | ------- |
| Aleksiej Alipow     | trap                                     | 120          | 13.          | NQ     | NQ      |
| Leonid Jekimow      | pistolet pneumatyczny 10 m               | 582          | 10.          | NQ     | NQ      |
| Leonid Jekimow      | pistolet szybkostrzelny 25 m             | 582          | 8.           | NQ     | NQ      |
| Leonid Jekimow      | pistolet dowolny 50 m                    | 560          | 7.           | 652.0  | 8.      |
| Witalij Fokiejew    | trap podwójny                            | 139          | 4.           | 184    | 5.      |
| Władimir Isakow     | pistolet dowolny 50 m                    | 559          | 10.          | NQ     | NQ      |
| Aleksiej Kamienski  | karabin pneumatyczny 10 m                | 594          | 15.          | NQ     | NQ      |
| Artiom Chadżybiekow | karabin małokalibrowy 50 m leżąc         | 595          | 12.          | NQ     | NQ      |
| Artiom Chadżybiekow | karabin małokalibrowy 50 m, trzy pozycje | 1165         | 16.          | NQ     | NQ      |
| Aleksiej Klimow     | pistolet szybkostrzelny 25 m             | 592          | 1.           | 23     | 4.      |
| Maksim Kosariew     | trap                                     | 121          | 9.           | NQ     | NQ      |
| Dienis Kułakow      | pistolet pneumatyczny 10 m               | 575          | 26.          | NQ     | NQ      |
| Siergiej Kowalenko  | karabin małokalibrowy 50 m leżąc         | 593          | 19.          | NQ     | NQ      |
| Wasilij Mosin       | trap podwójny                            | 140          | 2.           | 185    | brąz    |
| Walerij Szomin      | skeet                                    | 121          | 3.           | 144    | 4.      |
| Aleksandr Sokołow   | karabin pneumatyczny 10 m                | 593          | 20.          | NQ     | NQ      |
| Dienis Sokołow      | karabin małokalibrowy 50 m, trzy pozycje | 1164         | 17.          | NQ     | NQ      |

Kobiety
| Zawodniczka       | Konkurencja                              | Kwalifikacje | Kwalifikacje | Finał  | Finał   |
| Zawodniczka       | Konkurencja                              | Punkty       | Miejsce      | Punkty | Miejsce |
| ----------------- | ---------------------------------------- | ------------ | ------------ | ------ | ------- |
| Marina Bielikowa  | skeet                                    | 69           | 3.           | 90     | 4.      |
| Lubow Gałkina     | karabin pneumatyczny 10 m                | 396          | 10.          | NQ     | NQ      |
| Lubow Gałkina     | karabin małokalibrowy 50 m, trzy pozycje | 577          | 28.          | NQ     | NQ      |
| Anna Mastianina   | pistolet sportowy 25 m                   | 578          | 24.          | NQ     | NQ      |
| Kira Mozgałowa    | pistolet sportowy 25 m                   | 585          | 4.           | 786.9  | 5.      |
| Natalja Padierina | pistolet pneumatyczny 10 m               | 375          | 37.          | NQ     | NQ      |
| Jelena Tkacz      | trap                                     | 70           | 8.           | NQ     | NQ      |
| Daria Wdowina     | karabin pneumatyczny 10 m                | 398          | 3.           | 498.5  | 8.      |
| Daria Wdowina     | karabin małokalibrowy 50 m, trzy pozycje | 585          | 3.           | 680.8  | 7.      |
| Ljubow Jaskiewicz | pistolet pneumatyczny 10 m               | 385          | 8.           | 486.0  | 4.      |

### Szermierka
Mężczyźni
| Zawodnik                                                                     | Konkurencja          | 1/32             | 1/16                   | 1/8              | Ćwierćfinały              | Półfinały                   | Finał                                | Finał   |
| Zawodnik                                                                     | Konkurencja          | Przeciwnik Wynik | Przeciwnik Wynik       | Przeciwnik Wynik | Przeciwnik Wynik          | Przeciwnik Wynik            | Przeciwnik Wynik                     | Pozycja |
| ---------------------------------------------------------------------------- | -------------------- | ---------------- | ---------------------- | ---------------- | ------------------------- | --------------------------- | ------------------------------------ | ------- |
| Pawieł Suchow                                                                | szpada indywidualnie | —                | Jung JS P 11-15        | NQ               | NQ                        | NQ                          | NQ                                   | NQ      |
| Artur Achmatchuzin                                                           | floret indywidualnie | BYE              | Kruse W 15-5           | Ma J P 11-15     | NQ                        | NQ                          | NQ                                   | NQ      |
| Aleksiej Czeriemisinow                                                       | floret indywidualnie | BYE              | Ayad W 15-8            | Massialas W 15-6 | Baldini P 5-15            | NQ                          | NQ                                   | NQ      |
| Rienał Ganiejew                                                              | floret indywidualnie | BYE              | Bachmann W 9-15        | NQ               | NQ                        | NQ                          | NQ                                   | NQ      |
| Artur Achmatchuzin Aleksiej Czeriemisinow Rienał Ganiejew Aleksiej Chowanski | floret drużynowo     | —                | —                      | BYE              | Niemcy P 40-44            | O miejsca 5-8 Chiny W 45-40 | O 5. miejsce Wielka Brytania W 45-35 | 5.      |
| Nikołaj Kowalow                                                              | szabla indywidualnie | BYE              | James Williams W 15-12 | Won WY W 15-11   | Limbach W 15-12           | Szilágyi P 7-15             | Dumitrescu W 15-10                   | brąz    |
| Wieniamin Rieszetnikow                                                       | szabla indywidualnie | BYE              | Morehouse P 6-15       | NQ               | NQ                        | NQ                          | NQ                                   | NQ      |
| Aleksiej Jakimienko                                                          | szabla indywidualnie | BYE              | Jansen W 15-4          | Homer P 14-15    | NQ                        | NQ                          | NQ                                   | NQ      |
| Nikołaj Kowalow Wieniamin Rieszetnikow Aleksiej Jakimienko                   | szabla drużynowo     | —                | —                      | BYE              | Stany Zjednoczone W 45-33 | Rumunia P 43-45             | O 3. miejsce Włochy P 40-45          | 4.      |

Kobiety
| Zawodniczka                                                                | Konkurencja          | 1/32                | 1/16                | 1/8                 | Ćwierćfinały        | Półfinały                | Finał                                  | Finał   |    |
| Zawodniczka                                                                | Konkurencja          | Przeciwniczka Wynik | Przeciwniczka Wynik | Przeciwniczka Wynik | Przeciwniczka Wynik | Przeciwniczka Wynik      | Przeciwniczka Wynik                    | Pozycja |    |
| -------------------------------------------------------------------------- | -------------------- | ------------------- | ------------------- | ------------------- | ------------------- | ------------------------ | -------------------------------------- | ------- | -- |
| Wioleta Kołobowa                                                           | szpada indywidualnie | BYE                 | Sozanska P 14-15    | NQ                  | NQ                  | NQ                       | NQ                                     | NQ      |    |
| Lubow Szutowa                                                              | szpada indywidualnie | BYE                 | Szemiakina P 12-15  | NQ                  | NQ                  | NQ                       | NQ                                     | NQ      |    |
| Anna Siwkowa                                                               | szpada indywidualnie | BYE                 | Jung HJ W 15-12     | Măroiu P 11-15      | NQ                  | NQ                       | NQ                                     | NQ      |    |
| Wioleta Kołobowa Anna Siwkowa Lubow Szutowa Tatiana Łogunowa               | szpada drużynowo     | —                   | —                   | —                   | Ukraina W 45-34     | Chiny P 19-20            | O 3. miejsce Stany Zjednoczone P 30-31 | 4.      |    |
| Aida Szanajewa                                                             | floret indywidualnie | BYE                 | Jung GO P 14-15     | NQ                  | NQ                  | NQ                       | NQ                                     | NQ      |    |
| Inna Dierigłazowa                                                          | floret indywidualnie | BYE                 | Thibus P 8-15       | NQ                  | NQ                  | NQ                       | NQ                                     | NQ      |    |
| Kamila Gafurzjanowa                                                        | floret indywidualnie | BYE                 | Synoradzka W 15-8   | Errigo P 7-15       | NQ                  | NQ                       | NQ                                     | NQ      | NQ |
| Aida Szanajewa Inna Dierigłazowa Kamila Gafurzjanowa Łarisa Korobiejnikowa | floret drużynowo     | —                   | —                   | BYE                 | Japonia W 45-17     | Korea Południowa W 44-32 | Włochy P 31-45                         | srebro  |    |
| Julija Gawriłowa                                                           | szabla indywidualnie | —                   | Żiwica W 15-7       | Zhu M P 11-15       | NQ                  | NQ                       | NQ                                     | NQ      |    |
| Sofja Wielika                                                              | szabla indywidualnie | —                   | Moutoussamy W 15-6  | Benítez W 15-10     | Wozniak W 15-13     | Charłan W 15-12          | Kim JY P 9-15                          | srebro  |    |

### Taekwondo
| Zawodnicy               | Konkurencja | 1/16                   | Ćwierćfinał       | Półfinał          | Repasaż 1         | Repasaż 2         | Finał             | Finał   |
| Zawodnicy               | Konkurencja | Przeciwnicy Wynik      | Przeciwnicy Wynik | Przeciwnicy Wynik | Przeciwnicy Wynik | Przeciwnicy Wynik | Przeciwnicy Wynik | Pozycja |
| ----------------------- | ----------- | ---------------------- | ----------------- | ----------------- | ----------------- | ----------------- | ----------------- | ------- |
| Aleksiej Dienisienko    | 58 kg (m)   | Oviedo W 5-2           | Wei CY W 10-7     | Lee DH P 6-7      | BYE               | Khalil W 3-1      | NQ                | brąz    |
| Gadżi Umarow            | +80 kg (m)  | Coulombe-Fortier P 3-7 | NQ                | NQ                | NQ                | NQ                | NQ                | NQ      |
| Kristina Kim            | 49 kg (k)   | Sonkham P 1-13         | NQ                | NQ                | NQ                | NQ                | NQ                | NQ      |
| Anastasija Barysznikowa | +67 kg (k)  | Ben Hamza W 12-6       | Rajher W 11-9     | Mandić P 3-11     | BYE               | Lee IJ W 7-6      | NQ                | brąz    |

### Tenis stołowy
Mężczyźni
| Zawodnik                                             | Konkurencja       | Eliminacje       | Runda 1          | Runda 2          | Runda 3          | Runda 4          | Ćwierćfinały     | Półfinały        | Finał            | Finał   |
| Zawodnik                                             | Konkurencja       | Przeciwnik Wynik | Przeciwnik Wynik | Przeciwnik Wynik | Przeciwnik Wynik | Przeciwnik Wynik | Przeciwnik Wynik | Przeciwnik Wynik | Przeciwnik Wynik | Pozycja |
| ---------------------------------------------------- | ----------------- | ---------------- | ---------------- | ---------------- | ---------------- | ---------------- | ---------------- | ---------------- | ---------------- | ------- |
| Aleksander Szibajew                                  | singel            | BYE              | BYE              | BYE              | Gaćina P 3-4     | NQ               | NQ               | NQ               | NQ               | NQ      |
| Aleksiej Smirnow                                     | singel            | BYE              | BYE              | Burģis W 4-0     | Jiang T P 1-4    | NQ               | NQ               | NQ               | NQ               | NQ      |
| Aleksander Szibajew Aleksiej Smirnow Kiriłł Skaczkow | turniej drużynowy | —                | —                | —                | —                | Chiny P 1-3      | NQ               | NQ               | NQ               | NQ      |

Kobiety
| Zawodniczka      | Konkurencja | Eliminacje          | Runda 1             | Runda 2             | Runda 3             | Runda 4             | Ćwierćfinały        | Półfinały           | Finał               | Finał   |
| Zawodniczka      | Konkurencja | Przeciwniczka Wynik | Przeciwniczka Wynik | Przeciwniczka Wynik | Przeciwniczka Wynik | Przeciwniczka Wynik | Przeciwniczka Wynik | Przeciwniczka Wynik | Przeciwniczka Wynik | Pozycja |
| ---------------- | ----------- | ------------------- | ------------------- | ------------------- | ------------------- | ------------------- | ------------------- | ------------------- | ------------------- | ------- |
| Jana Noskowa     | singel      | BYE                 | Meshreef P 3-4      | NQ                  | NQ                  | NQ                  | NQ                  | NQ                  | NQ                  | NQ      |
| Anna Tichomirowa | singel      | BYE                 | BYE                 | Tan W W 4-3         | Fukuhara P 0-4      | NQ                  | NQ                  | NQ                  | NQ                  | NQ      |

### Tenis ziemny
Mężczyźni
| Zawodnik                         | Konkurencja | 1/32                   | 1/16                    | 1/8                              | Ćwierćfinały     | Półfinały        | Finał            | Finał   |
| Zawodnik                         | Konkurencja | Przeciwnik Wynik       | Przeciwnik Wynik        | Przeciwnik Wynik                 | Przeciwnik Wynik | Przeciwnik Wynik | Przeciwnik Wynik | Pozycja |
| -------------------------------- | ----------- | ---------------------- | ----------------------- | -------------------------------- | ---------------- | ---------------- | ---------------- | ------- |
| Alex Bogomolov Jr.               | singel      | Berlocq 7:5, 7:6(5)    | Almagro 2:6, 2:6        | NQ                               | NQ               | NQ               | NQ               | NQ      |
| Nikołaj Dawydienko               | singel      | Štěpánek 6:4, 6:3      | Nishikori 6:4, 4:6, 1:6 | NQ                               | NQ               | NQ               | NQ               | NQ      |
| Dmitrij Tursunow                 | singel      | López 7:6(5), 2:6, 7:9 | NQ                      | NQ                               | NQ               | NQ               | NQ               | NQ      |
| Michaił Jużny                    | singel      | Benneteau 5:7, 3:6     | NQ                      | NQ                               | NQ               | NQ               | NQ               | NQ      |
| Michaił Jużny Nikołaj Dawydienko | debel       | —                      | Kas Petzschner 7:5, 7:5 | B. Bryan M. Bryan 6:7(6), 6:7(1) | NQ               | NQ               | NQ               | NQ      |

Kobiety
| Zawodnik                             | Konkurencja | 1/32                  | 1/16                                   | 1/8                            | Ćwierćfinały                    | Półfinały                        | Finał                       | Finał   |
| Zawodnik                             | Konkurencja | Przeciwnik Wynik      | Przeciwnik Wynik                       | Przeciwnik Wynik               | Przeciwnik Wynik                | Przeciwnik Wynik                 | Przeciwnik Wynik            | Pozycja |
| ------------------------------------ | ----------- | --------------------- | -------------------------------------- | ------------------------------ | ------------------------------- | -------------------------------- | --------------------------- | ------- |
| Marija Kirilenko                     | singel      | Duque 6:0, 1:1RET     | Watson 6:3, 6:2                        | Görges 7:6(5), 6:3             | Kvitová 7:6(3), 6:3             | Szarapowa 2:6, 3:6               | Azaranka 3:6, 4:6           | 4.      |
| Nadia Pietrowa                       | singel      | Zheng J 6:4, 7:6(7)   | Ana Tatiszwili 6:3, 6:7(5), 6:2        | Azaranka 6:7(6), 4:6           | NQ                              | NQ                               | NQ                          | NQ      |
| Marija Szarapowa                     | singel      | Pe’er 6:2, 6:0        | Robson 7:6(5), 6:3                     | Lisicki 6:7(8), 6:4, 6:3       | Clijsters 6:2, 7:5              | Kirilenko 6:2, 6:3               | S. Williams 0:6, 1:6        | srebro  |
| Wiera Zwonariowa                     | singel      | Arvidsson 7:6(3), 6:4 | Schiavone 6:3, 6:3                     | S. Williams 1:6, 0:6           | NQ                              | NQ                               | NQ                          | NQ      |
| Marija Kirilenko Nadia Pietrowa      | debel       | —                     | Jans-Ignacik Rosolska 6:7(5), 6:3, 6:2 | Szwiedowa Woskobojewa 6:3, 6:2 | Peng S Zheng J 7:5, 6:7(4), 6:4 | S. Williams V. Williams 5:7, 4:6 | Huber Raymond 4:6, 6:4, 6:1 | brąz    |
| Jelena Wiesnina Jekatierina Makarowa | debel       | —                     | Gajdošová Rodionowa 6:1, 6:4           | Görges Grönefeld 6:2, 6:1      | Huber Raymond 3:6, 3:6          | NQ                               | NQ                          | NQ      |

Gra mieszana
| Zawodnicy                     | Konkurencja | 1/8                      | Ćwierćfinały     | Półfinały        | Finał            | Finał   |
| Zawodnicy                     | Konkurencja | Przeciwnik Wynik         | Przeciwnik Wynik | Przeciwnik Wynik | Przeciwnik Wynik | Pozycja |
| ----------------------------- | ----------- | ------------------------ | ---------------- | ---------------- | ---------------- | ------- |
| Jelena Wiesnina Michaił Jużny | mikst       | Dulko del Potro 3:6, 5:7 | NQ               | NQ               | NQ               | NQ      |

### Triathlon
| Zawodnicy              | Konkurencja | Pływanie (1,5 km) | Zmiana 1 | Jazda na rowerze (40 km) | Zmiana 2 | Bieg (10 km) | Czas    | Pozycja |
| ---------------------- | ----------- | ----------------- | -------- | ------------------------ | -------- | ------------ | ------- | ------- |
| Aleksander Briuchankow | mężczyźni   | 17:22             | 0:40     | 58:51                    | 0:32     | 30:10        | 1:47:35 | 7.      |
| Dmitrij Polianski      | mężczyźni   | 17:14             | 0:38     | 1:00:35                  | 0:29     | 30:28        | 1:49:24 | 21.     |
| Iwan Wasiliew          | mężczyźni   | 17:03             | 0:46     | 59:04                    | 0:28     | 31:22        | 1:47:35 | 13.     |
| Irina Abysowa          | kobiety     | 19:20             | 0:46     | 1:05:34                  | 0:31     | 35:41        | 2:01:52 | 13.     |
| Aleksandra Razarenowa  | kobiety     | 19:47             | 0:51     | 1:10:36                  | 0:30     | 37:27        | 2:09:11 | 47.     |

### Wioślarstwo
Mężczyźni
| Zawodnicy                                                               | Konkurencja      | Eliminacje | Eliminacje | Repasaże | Repasaże | Półfinał | Półfinał | Finał   | Finał   |
| Zawodnicy                                                               | Konkurencja      | Czas       | Miejsce    | Czas     | Miejsce  | Czas     | Miejsce  | Czas    | Miejsce |
| ----------------------------------------------------------------------- | ---------------- | ---------- | ---------- | -------- | -------- | -------- | -------- | ------- | ------- |
| Siergiej Fiodorowcew Nikita Morgaczow Władisław Riabcew Aleksiej Swirin | czwórka podwójna | 5:42.26    | 1. SA/B    | BYE      | BYE      | 6:13.61  | 5. FB    | 5:59.17 | 8.      |

Kobiety
| Zawodniczki   | Konkurencja | Eliminacje | Eliminacje | Repasaże | Repasaże | Ćwierćfinał | Ćwierćfinał | Półfinał | Półfinał | Finał   | Finał   |
| Zawodniczki   | Konkurencja | Czas       | Miejsce    | Czas     | Miejsce  | Czas        | Miejsce     | Czas     | Miejsce  | Czas    | Miejsce |
| ------------- | ----------- | ---------- | ---------- | -------- | -------- | ----------- | ----------- | -------- | -------- | ------- | ------- |
| Julija Lewina | jedynka     | 7:32.06    | 2. QF      | BYE      | BYE      | 7:41.28     | 2. SA/B     | 7:48.95  | 4. FB    | 7:49.22 | 9.      |

### Zapasy
Mężczyźni – styl wolny
| Zawodnik            | Konkurencja | Kwalifikacje     | 1/8              | Ćwierćfinał        | Półfinał             | Repesaż 1        | Repesaż 2        | Finał                 | Finał   |
| Zawodnik            | Konkurencja | Przeciwnik Wynik | Przeciwnik Wynik | Przeciwnik Wynik   | Przeciwnik Wynik     | Przeciwnik Wynik | Przeciwnik Wynik | Przeciwnik Wynik      | Pozycja |
| ------------------- | ----------- | ---------------- | ---------------- | ------------------ | -------------------- | ---------------- | ---------------- | --------------------- | ------- |
| Dżamał Otarsułtanow | −55 kg      | BYE              | Shilimela W 3-0  | Yang KI W 3-1      | Nijazbekow W 3-1     | BYE              | BYE              | Chinczegaszwili W 3-1 | złoto   |
| Biesik Kuduchow     | −60 kg      | Gómez W 3-1      | Dutt W 3-0       | Esma’ilpur W 3-1   | Ri JM W 3-0          | BYE              | BYE              | Əsgərov P 1-3         | srebro  |
| Ałan Gogajew        | −66 kg      | Jusupow P 0-3    | NQ               | NQ                 | NQ                   | NQ               | NQ               | NQ                    | 16.     |
| Dienis Cargusz      | −74 kg      | BYE              | Alijew W 3-1     | Chutsiszwili W 3-0 | Burroughs P 1-3      | BYE              | BYE              | Gentry W 3-0          | brąz    |
| Anzor Uriszew       | −84 kg      | BYE              | Ałdatow W 3-1    | Laszgari P 1-3     | NQ                   | NQ               | NQ               | NQ                    | 8.      |
| Abdusalam Gadisow   | −96 kg      | Tigijew W 3-1    | Jazdani P 1-3    | NQ                 | NQ                   | NQ               | NQ               | NQ                    | 9.      |
| Bilał Machow        | −120 kg     | Magomedow W 3-0  | Akgül W 3-0      | Chułuunbat W 3-1   | Modzmanaszwili P 1-3 | BYE              | BYE              | Szabanbaj W 3-1       | brąz    |

Mężczyźni – styl klasyczny
| Zawodnik            | Konkurencja | Kwalifikacje      | 1/8              | Ćwierćfinał      | Półfinał            | Repesaż 1        | Repesaż 2         | Finał              | Finał   |
| Zawodnik            | Konkurencja | Przeciwnik Wynik  | Przeciwnik Wynik | Przeciwnik Wynik | Przeciwnik Wynik    | Przeciwnik Wynik | Przeciwnik Wynik  | Przeciwnik Wynik   | Pozycja |
| ------------------- | ----------- | ----------------- | ---------------- | ---------------- | ------------------- | ---------------- | ----------------- | ------------------ | ------- |
| Mingijan Siemionow  | −55 kg      | Bayramov P 0-3    | NQ               | NQ               | NQ                  | Mango W 3-0      | Li S W 3-0        | Choi GJ W 3-1      | brąz    |
| Zaur Kuramagomiedow | −60 kg      | BYE               | Benaissa W 3-0   | Laszchi P 0-3    | NQ                  | BYE              | Abdelmoneim W 3-1 | Əliyev W 3-0       | brąz    |
| Roman Własow        | −74 kg      | BYE               | Madsen W 3-1     | Guénot W 3-1     | Kazakevič W 3-0     | BYE              | BYE               | Dżulfalakian W 3-0 | złoto   |
| Ałan Chugajew       | −84 kg      | BYE               | Selimau W 3-0    | Gadżyjew W 3-0   | Gegeszidze W 3-1    | BYE              | BYE               | Dżabir W 3-0       | złoto   |
| Rustam Totrow       | −96 kg      | BYE               | Gadabadze W 3-1  | Lidberg W 3-0    | Dziejniczenka W 3-0 | BYE              | BYE               | Rezaji P 0-3       | srebro  |
| Chasan Barojew      | −120 kg     | Patrikiejew P 1-3 | NQ               | NQ               | NQ                  | NQ               | NQ                | NQ                 | 14.     |

Kobiety
| Zawodniczka       | Konkurencja | Kwalifikacje        | 1/8                 | Ćwierćfinał         | Półfinał            | Repasaż 1           | Repasaż 2           | Finał               | Finał   |
| Zawodniczka       | Konkurencja | Przeciwniczka Wynik | Przeciwniczka Wynik | Przeciwniczka Wynik | Przeciwniczka Wynik | Przeciwniczka Wynik | Przeciwniczka Wynik | Przeciwniczka Wynik | Miejsce |
| ----------------- | ----------- | ------------------- | ------------------- | ------------------- | ------------------- | ------------------- | ------------------- | ------------------- | ------- |
| Walerija Żołobowa | −55 kg      | Andrades W 3-0      | Silva W 3-1         | Mattsson W 3-1      | Yoshida P 0-3       | BYE                 | BYE                 | Ratkiewicz P 1-3    | 5.      |
| Lubow Wołosowa    | −63 kg      | Dunn W 5-0          | Dugrenier W 3-1     | Ostapczuk W 3-1     | Jing R P 1-3        | BYE                 | BYE                 | Michalik W 3-1      | brąz    |
| Natalja Worobjowa | −72 kg      | BYE                 | Burmistrowa W 3-0   | Maniurowa W 5-0     | Wang J W 5-0        | BYE                 | BYE                 | Złatewa W 5-0       | złoto   |

### Żeglarstwo
Mężczyźni
| Zawodnik                                 | Konkurencja | Wyścig | Wyścig | Wyścig | Wyścig | Wyścig | Wyścig | Wyścig | Wyścig | Wyścig | Wyścig | Wyścig | Punkty | Finałowa pozycja |
| Zawodnik                                 | Konkurencja | 1      | 2      | 3      | 4      | 5      | 6      | 7      | 8      | 9      | 10     | M*     | Punkty | Finałowa pozycja |
| ---------------------------------------- | ----------- | ------ | ------ | ------ | ------ | ------ | ------ | ------ | ------ | ------ | ------ | ------ | ------ | ---------------- |
| Dmitrij Poliszczuk                       | RS:X        | 17     | 5      | 19     | 24     | 27     | 6      | 15     | 26     | 39     | 28     | –      | 167    | 20.              |
| Igor Lisowienko                          | Laser       | 28     | 40     | 36     | 22     | 24     | 19     | 25     | 16     | 28     | 33     | –      | 231    | 27.              |
| Eduard Skorniakow                        | Finn        | 13     | 8      | 22     | 15     | 19     | 21     | 16     | 16     | 22     | 22     | –      | 153    | 17.              |
| Maksim Szeremietiew Michaił Szeremietiew | 470         | 21     | 18     | 14     | 13     | 5      | 20     | 4      | 25     | 18     | 17     | –      | 130    | 17.              |

Kobiety
| Zawodniczka       | Konkurencja  | Wyścig | Wyścig | Wyścig | Wyścig | Wyścig | Wyścig | Wyścig | Wyścig | Wyścig | Wyścig | Wyścig | Punkty | Finałowa pozycja |
| Zawodniczka       | Konkurencja  | 1      | 2      | 3      | 4      | 5      | 6      | 7      | 8      | 9      | 10     | M*     | Punkty | Finałowa pozycja |
| ----------------- | ------------ | ------ | ------ | ------ | ------ | ------ | ------ | ------ | ------ | ------ | ------ | ------ | ------ | ---------------- |
| Tatiana Baziuk    | RS:X         | 27     | 25     | 27     | 16     | 24     | 23     | 24     | 22     | 23     | 24     | –      | 208    | 25.              |
| Swietłana Sznitko | Laser radial | 37     | 31     | 35     | 35     | 37     | 18     | 31     | 30     | 25     | 38     | –      | 279    | 34.              |

Elliott 6m
| Zawodniczki                                      | Konkurencja | Round Robin | Round Robin | Round Robin | Round Robin | Round Robin | Round Robin | Round Robin       | Round Robin     | Round Robin | Round Robin | Round Robin   | Miejsce | Faza pucharowa | Faza pucharowa | Faza pucharowa | Miejsce |
| Zawodniczki                                      | Konkurencja | Szwecja     | Holandia    | Dania       | Hiszpania   | Portugalia  | Australia   | Stany Zjednoczone | Wielka Brytania | Finlandia   | Francja     | Nowa Zelandia | Miejsce | Ćwierćfinał    | Półfinał       | Finał          | Miejsce |
| ------------------------------------------------ | ----------- | ----------- | ----------- | ----------- | ----------- | ----------- | ----------- | ----------------- | --------------- | ----------- | ----------- | ------------- | ------- | -------------- | -------------- | -------------- | ------- |
| Jelena Obłowa Jekatierina Skudina Jelena Siuzewa | Elliott 6m  | W           | W           | W           | W           | W           | P           | W                 | W               | W           | P           | W             | 2.      | 3-2            | 1-2            | 1-3            | 4.      |